# Alsacien
L'alsacien (autonyme : Elsässisch, Elsåssisch ou encore Elsässer Dytsch – code de langue gsw) désigne l'ensemble des dialectes haut-allemands vernaculaires traditionnellement parlés en Alsace,. Il ne s'agit pas d'une langue unique, mais d'un continuum linguistique dominé par les dialectes alémaniques, essentiellement le bas alémanique (en), eux-mêmes étroitement apparentés au suisse allemand, particulièrement le bâlois. En 2012, 43 % de la population alsacienne se déclarait dialectophone.
Outre l'alémanique, qui est pratiqué dans la majorité de la région, l'alsacien englobe également le francique méridional de l'Outre-Forêt, le francique rhénan de l'Alsace bossue ainsi que le dialecte de Strasbourg qui a la particularité d'être un syncrétisme linguistique entre l'alémanique et le francique méridional ,.
Le yiddish alsacien et le yéniche – en tant que sociolectes respectifs des Juifs ashkénazes d'Alsace et des Yéniches – n'entrent en général pas dans le terme « alsacien » bien qu'il existe une perméabilité entre ces trois entités. En sont également exclus les parlers romans des vallées vosgiennes du val d'Argent, de la vallée de la Bruche et de la haute-vallée de la Weiss qui constituent le pays welche, ainsi que le franc-comtois parlé jadis dans quelques communes de l'extrême sud de l'Alsace.
L'origine de la langue alsacienne remonte au milieu du IVe siècle de notre ère lorsque les peuples germaniques commencent à envahir l'Alsace et y établissent successivement un royaume alaman puis franc. Leurs langues – l'alémanique et le francique – vont alors peu à peu s'imposer. C'est d'abord le francique, notamment méridional, en tant que langue des élites après le massacre de Cannstatt, qui va connaitre un développement littéraire important. Dans un premier temps à travers les œuvres monastiques du haut Moyen Âge comme le Liber evangeliorum – le Livres des Évangiles – du moine Otfried de l'abbaye de Wissembourg mais également dans des documents impériaux de premier plan comme les Serments de Strasbourg ou le traité de Verdun. Dans un second temps se développe aux XIIe et XIIIe siècles une littérature courtoise spécifique – le Minnesang – portée entre autres par Gottfried von Straßburg et Reinmar de Haguenau. L'alémanique n'est pas en reste puisque des écrits religieux du VIIIe siècle nous sont parvenus de l'abbaye de Murbach, à savoir la prière de Wessobrunn et les hymnes de Murbach (de).
Avec la mise au point de l'imprimerie par Gutenberg au milieu du XVe siècle, Strasbourg et Bâle deviennent des centres primordiaux de l'édition en Europe. C'est au tour de l'alémanique de connaitre un développement littéraire grâce aux incunables de l'Humanisme rhénan dont le plus célèbre reste Daß Narrenschyff – la Nef aux fous – du strasbourgeois Sébastien Brant. Au même moment, le Saint-Empire voit l'émergence d'une langue véhiculaire – l'allemand standard aussi appelée Hochdeutsch – inspirée de la bible de Luther et de la Kanzleisprache (de) des chancelleries, qui va doter l'Europe germanophone d'une langue littéraire de référence. Seules les classes sociales ayant accès à l'éducation pourront l'apprendre. On assiste alors à une marginalisation des dialectes, accentuée au XIXe par l'idée d'État-nation qui chercha à parachever une langue nationale parlée de tous. Paradoxalement c'est aussi au XIXe siècle que l'alsacien s'affirme en tant que langue de production littéraire à part entière avec les œuvres de Georges-Daniel Arnold, Gustave Stoskopf qui fonde le Théâtre alsacien de Strasbourg, Adolphe Stœber ou Nathan Katz entre autres.
Après la Seconde Guerre mondiale, l'État français mène une campagne de répression envers les dialectophones qui représentent alors 90 % de la population de telle sorte qu'il est interdit de pratiquer l'alsacien à l'école et dans l'administration. De même, l'enseignement de l'allemand standard est interdit à l'école primaire et ne sera réintroduit qu'au milieu des années 1970 . Pour autant l'alsacien reste vivace et les créations artistiques se poursuivent. En 1946, Germain Muller et Raymond Vogel fondent à Strasbourg le cabaret satirique du Barabli qui rencontre un immense succès. Sur la même lignée, l'artiste Roger Siffer ouvre le théâtre de la Choucrouterie en 1984 au Finkwiller. La chaîne France 3 Alsace et le canal radio France Bleu Elsass voient également le jour après-guerre et proposent dans les années 1990 des émissions populaires en alsacien comme Sür un Siess avec Simone Morgenthaler, les Aventures de Tintin doublées en alsacien ou bien Rund'Um.
Aujourd'hui[Quand ?] France 3 Alsace et France Bleu Elsass continuent à produire des émissions en alsacien. La jeune génération essaie également d'investir les réseaux sociaux avec Kääsdi de Clément Dorffer ou Sùnndi’s Kàter de Philippe Gillig. Si le Barabli a disparu en 1992, le théâtre alsacien occupe toujours une place privilégiée dans le paysage linguistique, surtout à la campagne. La Fédération des théâtres alsaciens gère notamment huit théâtres dans les principales villes de la région dont le TAS.
En 2012, 43 % de la population de la région se déclarait dialectophone, soit 800 000 personnes selon l'Office pour la langue et les cultures d’Alsace et de Moselle, ce qui en faisait la première langue régionale de France (à titre de comparaison, le breton comptait 200 000 locuteurs et le corse 90 000). Cependant la langue connait un rapide déclin passant de 90 % de la population qui se déclarait dialectophone en 1946, à 61 % en 2001, à environ 45 % en 2022. On constate également une grande disparité générationnelle puisqu'en 2012 74 % des plus de 60 ans se déclaraient dialectophones alors qu'ils n'étaient que 12 % chez les 18-29 ans. L'alsacien est nettement moins parlé dans les grandes agglomérations de Strasbourg, Mulhouse et Colmar d'où il a pratiquement disparu. À l'opposé il est le plus vivace au nord de l'agglomération strasbourgeoise notamment dans le Kochersberg, le pays de Hanau, aux alentours d'Haguenau, dans l'Outre-Forêt, en Alsace bossue et dans les Vosges du Nord.
L'association A.B.C.M. Zweisprachigkeit contribue à la transmission de l'alsacien grâce à un réseau de 10 écoles primaires dans la région qui proposent un enseignement français-alsacien-allemand. La région Grand Est et les départements du Bas- et du Haut-Rhin y participent également via l'Office pour la langue et les cultures d’Alsace et de Moselle dont la mission est de pallier le cadre familial qui « n’est plus en mesure d’assurer la fonction de transmission de l’alsacien » ainsi que de rendre visible la langue dans l'espace public, moderniser son image et soutenir la création en langue régionale. Longtemps il a été débat de savoir si l'allemand standard devait endosser le rôle de forme écrite de l'alsacien ou si ce dernier pouvait s'écrire avec une graphie propre. Depuis 2008, l'alsacien bénéficie d'un système de graphie harmonisée Orthal qui permet une écriture de la langue comprise de ses six composantes. Il est notamment utilisé par l'OLCAM dans sa mission de production de contenu et de visibilité de la langue régionale.
Enfin on note une étroite parenté entre le suisse allemand et l'alsacien, du moins pour sa composante alémanique, en tant que langues issues de la migration alamane du IVe siècle et du royaume qui en découla puis de l'aire d'influence du sud de l'Europe rhénane berceau de l'imprimerie et de la Réforme protestante. Les deux groupes de langues partagent d'ailleurs le même code de langue gsw . Dans le cas où il faudrait rapprocher l'alsacien actuel d'une langue nationale à des fins de vulgarisation, il serait beaucoup plus juste de dire que les Alsaciens parlent le suisse allemand que l'allemand standard.
Ailleurs dans le monde, l'alsacien est aussi pratiqué de manière marginale par une minorité à Castroville dans le Texas, ville fondée par des émigrés de la région de Mulhouse ainsi que dans plusieurs communautés amish installées majoritairement en Indiana et dans une moindre mesure dans la ville de Colonia Tovar au Vénézuéla. Parmi les défenseurs de l'alsacien à l'international on peut aussi mentionner Tomi Ungerer, Alfred Kastler, Arsène Wenger ou Raymond Waydelich.

## Définition

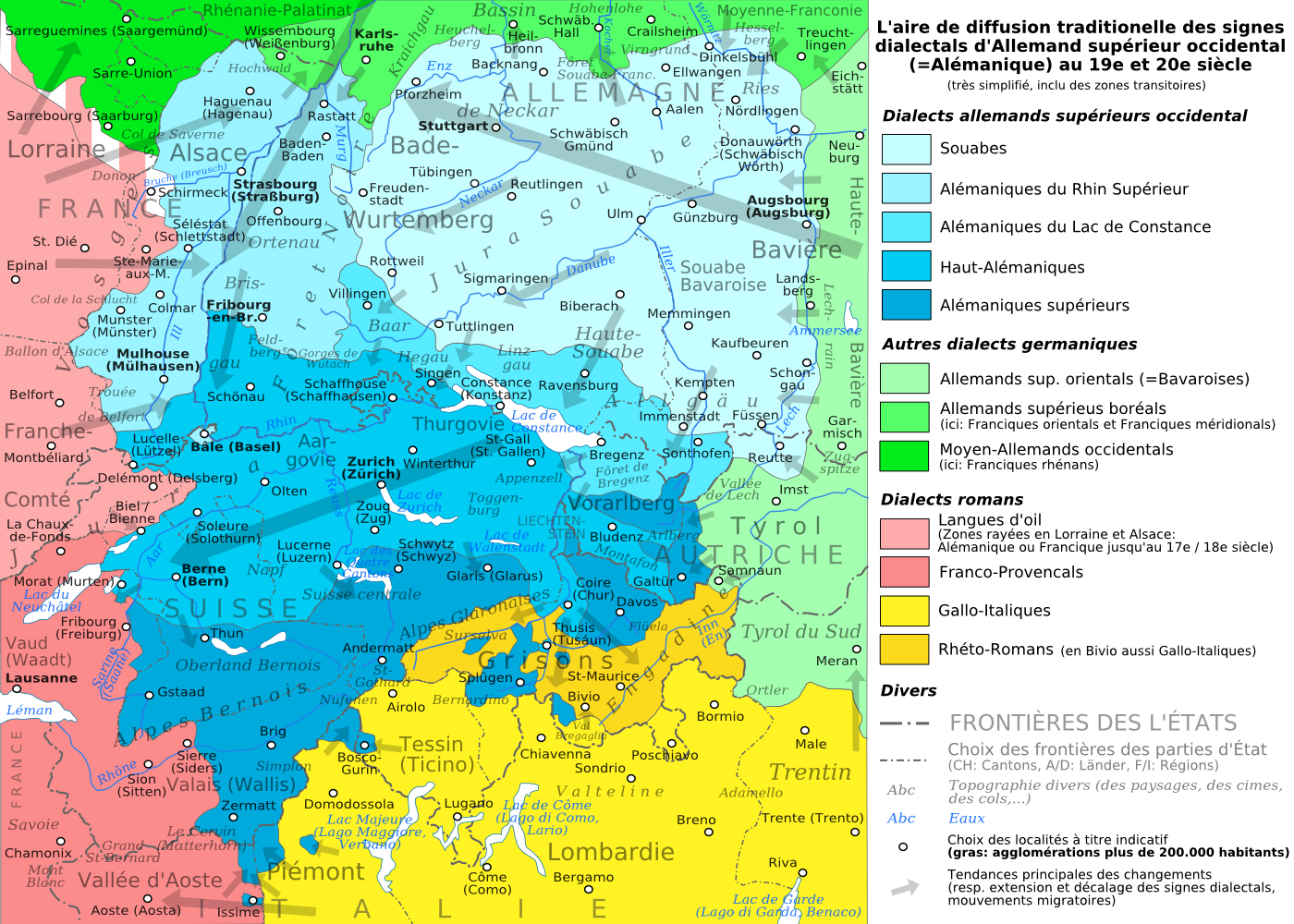
Aire de diffusion des dialectes alémaniques aux. On notera que l'Alsace bossue et la zone septentrionale autour de Wissembourg ne sont pas comprises.

S'étendant en Alsace, l'alsacien constitue un ensemble de dialectes issus du haut allemand. Parmi ceux-ci, ce sont certaines variantes des langues alémaniques et franciques qui y sont pratiquées. Il n'en existe pas de forme unifiée et le dialecte pratiqué peut varier d'une commune à l'autre.
L'alsacien peut être compréhensible pour un locuteur de l'allemand standard. Cependant, il y a des réalisations phonétiques caractéristiques propres à certaines régions de l'Alsace, et des mots de vocabulaire différents propres aux dialectes alémaniques. L'alsacien est aussi caractérisé par de nombreux emprunts au français, dus aux contacts de longue durée avec l'aire francophone.
L’alémanique, parlé sur la majeure partie du territoire alsacien, et le francique rhénan, parlé dans le nord de l'Alsace (Alsace bossue et région de Wissembourg), appartiennent au groupe du haut-allemand ou allemand supérieur. L’alémanique parlé en Alsace se subdivise lui-même en bas-alémanique utilisé au centre de l’Alsace, et haut-alémanique parlé au sud de l’Alsace (Sundgau).

### Les six formes dialectales communément admises
Le continuum linguistique alsacien est traditionnellement divisé en six groupes , dominés par l'alémanique du Rhin supérieur (de).
Par ordre décroissant du nombre de locuteurs estimé on trouve :
- le bas-alémanique du nord, s'étendant dans la majeure partie du Bas-Rhin (dans les aires de Haguenau, Saverne et Sélestat) ;
- le bas-alémanique du sud, s'étendant dans la majeure partie du Haut-Rhin (dans les aires de Colmar, Guebwiller et Mulhouse) ;
- le haut alémanique, parlé dans la région d'Altkirch et dans le Sundgau ;
- le francique méridional, parlé à l'extrême nord de l'Alsace dans l'Outre-Forêt ;
- le francique rhénan de Lorraine, parlé en Alsace bossue qui est une région située sur le plateau lorrain et rattachée à l'Alsace à la fin du XVIIIe siècle du fait de la foi protestante de ses habitants ;
- l'enclave linguistique de Strasbourg qui à la base est un dialecte francique rhénan issue de la noblesse franque de la ville mais qui a très fortement été influencé par l'alémanique [7] – cependant cette spécificité strasbourgeoise tend à disparaître.

#### La particularité du dialecte strasbourgeois et du pays de Sarrebourg
La particularité du dialecte strasbourgeois en tant que syncrétisme linguistique entre l'alémanique et le francique rhénan pousse également à considérer les Lorrains germanophones du canton de Phalsbourg – a fortiori ceux de l'ancien comté de Dabo – comme locuteurs alsaciens. En effet le Sud et l'Est du pays de Sarrebourg constituent une zone mosellane d'interface avec l'Alsace où se rencontrent les influences de l'Alsace bossue, la Lorraine germanophone et l'Alsace. Il s'y est ainsi opéré un syncrétisme similaire à celui de Strasbourg entre les langues francique et alémanique, si bien qu'on retrouve au sud et à l'est de Sarrebourg une forme dialectale extrêmement proche du dialecte strasbourgeois d'origine.
À noter qu'à Bâle on retrouve une situation linguistique similaire à celle de Strasbourg au sens où la langue traditionnelle de la ville était le Baaseldytsch, seule enclave bas-alémanique des deux cantons de Bâle-Ville/Bâle-Campagne et de toute la Suisse, mais qui aujourd'hui a pratiquement disparu au profit du haut-alémanique voisin.

## Quelques chiffres
En 2012, on dénombrait 800 000 locuteurs (dialectophones) de l'alsacien dans la région sur 1,8 million d'habitants, soit 43 % de la population interrogée. En outre, 33 % des Alsaciens déclarent savoir parler ou comprendre un peu l’alsacien, et 25 % déclarent ne pas le comprendre ou l'utiliser. Cette proportion est en déclin depuis les années 1990.
| Année de recensement                                    | 2012 | 2001 | 1997 | 1946   | 1900 |
| ------------------------------------------------------- | ---- | ---- | ---- | ------ | ---- |
| Pourcentage de la population déclarée « dialectophone » | 43 % | 61 % | 63 % | 90,8 % | 95 % |

La pratique des dialectes alsaciens est inégale selon les générations. Elle demeure ainsi élevée chez les Alsaciens dont l'âge est supérieur à 60 ans (74 %), tandis que seuls 24 % des 30-44 ans, 12 % des 18-29 ans et 3 % des 3-17 ans se déclarent dialectophones en 2012,.

## Caractéristiques linguistiques

### Origine de l'alsacien

Répartition des peuples germaniques au Ier siècle ap. J.-C.

Répartition géographique des Francs et des Alamans au Ve siècle.

Jusqu'au IVe siècle, c'est le celtique continental, rattaché au gaulois, et le gallo-roman qui sont majoritairement pratiqués dans la vallée du Rhin. Cependant, à partir du IVe siècle, l'installation des Alamans dans la région puis celle plus tardive des Francs sur la frange nord de la région, introduisent les parlers franciques et alémaniques.
Les langues germaniques parlées par les Alamans et les Francs descendent toutes du germanique commun (attesté vers 500 av. J.-C.), lequel a donné naissance à un très grand nombre de langues regroupées en différentes branches.
Ainsi, les parlers traditionnels d'Alsace, regroupés sous le terme d'alsacien, regroupent indifféremment des dialectes germaniques issus de deux sous-groupes différents de langues germaniques anciennes : le moyen-allemand pour le francique (Nord de l'Alsace, Moselle) et le haut-allemand pour le reste du territoire, ce dernier se découpant encore en deux sous-familles linguistiques : le bas-alémanique (centre de l'Alsace et sud de l'Alsace) et haut-alémanique (extrême sud de l'Alsace, région du Sundgau).

### Caractéristiques phonologiques
Parmi les nombreux traits qui séparent l'alsacien de l'allemand standard – c'est-à-dire l'allemand littéraire aussi appelé Schriftdeutsch ou Hochdeutsch), on peut citer entre autres l'absence de la diphtongaison, dite bavaroise : « Win ou Wi » pour « Wein », « Hüs » pour « Haus » ; la palatalisation du « u » long et le maintien d'anciennes diphtongues : « güet » pour « gut » (anciennement « guot ») ; un certain relâchement articulatoire : « sewa » pour « sieben » ; le passage de [rs] intervocalique à [rsch] (le nom du village Schnersheim se prononce sur place Schnarsche), etc. Ce sont des caractéristiques conservées d'une forme plus ancestrale, et qu'on retrouve dans le moyen haut allemand, aujourd'hui disparu.

### Accentuation
Dialecte de type germanique, sa tendance est d'accentuer les premières syllabes d'un mot. Cette accentuation n'est pas marquée par la graphie. De manière générale, la première syllabe est accentuée, sauf pour les mots d'origine étrangère. Elle se manifeste par une prolongation appuyée de la voyelle supportée par la syllabe. L'alsacien a aussi tendance à agréger les mots pour former de nouveaux mots plus longs. Dans ce cas, l'accentuation se place sur les premières syllabes de chaque mot, comme elle le serait pour les mots individuels. Lorsque les mots ou les verbes sont précédés de préfixes non accentués (be-, ver-, zer-, miss-, etc.), c'est la première syllabe du radical qui est accentuée.
Exemples (l'accentuation est indiquée par des caractères gras).
| Mot français    | Traduction     | Accentuation | Composition                                                                                  |
| --------------- | -------------- | ------------ | -------------------------------------------------------------------------------------------- |
| maison          | Hüs            | Hüs          | -                                                                                            |
| prendre         | nàhme          | nàhme        | -                                                                                            |
| accepter        | annàhme        | a            | an + nàhme                                                                                   |
| entreprise      | Unternàhme     | Unternàhme   | Unter + Nàhme                                                                                |
| regarder        | lüege          | lüege        | -                                                                                            |
| sapin de Noël   | Tannebaim      | Tannebaim    | Tanne + Baim. L'accentuation porte sur les premières syllabes respectives des deux mots      |
| essayer, tester | prowiere       | prowiere     | mot d'origine latine, accentuation à la fin                                                  |
| trouver         | finde          | finde        |                                                                                              |
| se trouver      | (sich) befinde | befinde      | be + finde. Be- est un préfixe non accentué, donc l'accentuation porte sur le radical finde. |

### Caractéristiques morphologiques
Comme l'allemand standard, les dialectes alsaciens possèdent trois genres : le masculin, le féminin et le neutre, ainsi qu'un pluriel commun à ces trois genres. Flexionnel, l'alsacien comprend trois cas de déclinaison : le nominatif (Sujet), l'accusatif (COD), le datif (COI). Contrairement à l'allemand standard, l'alsacien n'a pas de génitif, il le remplace par une construction employant le datif. Le dialecte ne compte en outre que trois temps, dont deux sont des temps composés: le présent, le parfait (passé composé ; le passé simple dit prétérit a disparu, comme dans l'ensemble des dialectes alémaniques) ; le plus-que-parfait (aussi appelé passé surcomposé car il se formera en utilisant l'auxiliaire au parfait plus le participe passé du verbe) et le futur (qui est formé, tout comme en allemand et tous les dialectes germaniques, à l'aide d'un auxiliaire, mais qui contrairement à l'allemand ne s'utilise avec une valeur modale uniquement, et non pas temporelle, ce sera la supposition ou l'hypothèse) ; et peu de modes : indicatif et subjonctif II (qui sert également à former le conditionnel), ainsi que trois voix : active, passive processuelle (action en cours) et passive bilancielle (action finie). L'alsacien, comme tous les autres dialectes alémaniques peut utiliser un présent progressif en plus du présent traditionnel, ainsi qu'un présent périphrastique avec l'auxiliaire düen en le conjuguant au présent et en rajoutant le verbe à l'infinitif.

### Évolution lexicale
Le rattachement de l'Alsace à la France dès le XVIIe siècle (règnes de Louis XIII et Louis XIV) s'est répercutée sur le plan lexical, notamment par la préservation d'un grand nombre de mots et d'expressions linguistiques disparus aujourd'hui dans l'espace germanophone et par des emprunts au français. L'alsacien partage en outre des similitudes sur le plan linguistique avec le parler yiddish, apporté par les populations juives originaires de Pologne et de l'Est de l'Europe.

### Quelques expressions et proverbes alsaciens
Avant de commencer, voici quelques expressions qui permettent d'illustrer la similarité de l'alsacien avec d'autres langues germaniques.
Me kat nit ebber ewerhole, wenn me nur in sine Spüre laift [ma kɔt net ɛbər ever-ho:la vɛnn ma nu:r en si:na ʃpy:ra lɔjft]
Traduction : On ne peut pas dépasser quelqu'un si l'on marche dans ses traces (il faut sortir des sentiers battus).

### Prononciation de l'alsacien

#### Voyelles
| Voyelle | Voyelle française équivalente | Prononciation (consensus international)        | Exemple              | Exemple alsacien [prononciation]                                               |
| ------- | ----------------------------- | ---------------------------------------------- | -------------------- | ------------------------------------------------------------------------------ |
| a       | o                             | [ɔ] ou [å]                                     | mort, sort, or, gore | der Mann (l'homme) [dr mɔn]                                                    |
| å       | oo (variante longue)          | [ɔː]                                           | idem, plus long      | s' Råd (la roue) [s' rɔːd]                                                     |
| à       | a                             | [a]                                            | salle, barde, salade | d'Mànner (les hommes) [d'mann'r]                                               |
| ä       | è, ê                          | [ɛ], [ɛː]                                      | être, paraître       | säje (dire) [sɛːjə]                                                            |
| e       | a                             | [a] en début et fin de mot dans le Haut-Rhin   | idem                 | Mànele (petits hommes) [maːnala]                                               |
| e       | a                             | [a] après une voyelle                          | idem                 | miet (fatigué) [miːat], lüege (regarder) [lyːaga]                              |
| e       | é                             | [e] partout ailleurs (é)                       | pré, été             | lege (poser) [leːga]                                                           |
| i       | é                             | entre [e] et [i] lorsque la voyelle est courte | (aucun)              | der Himmel (le ciel) [dr hemml]                                                |
| i       | i                             | [i] lorsque la voyelle est longue              | île, mille           | der Rhi (le Rhin) [dr Riː], der Wi (le vin) [dr viː]                           |
| o       | o, ô                          | [o]                                            | sot, seau, beau      | der Morge (le matin) [dr moːrga], solle (devoir, avoir l'obligation de) [sola] |
| u       | ou                            | [u]                                            | nous, vous, sous     | d'Wulke (les nuages) [d'vuːlka]                                                |
| ü       | u                             | [y]                                            | sûr, dur, mur        | Nüdle (nouilles) [nuudla]                                                      |
| ie      | iia                           | [iːa]                                          | (aucun)              | Biewele (petit garçon) [biːavala]                                              |
| üe      | uua                           | [yːa]                                          | (aucun)              | der Büe (le garçon) [dr byːa]                                                  |
| ei, ài  | aï                            | [ai]                                           | ail, aïe             | Meidele (jeune fille) [maidala]                                                |
| ai      | oï                            | [ɔːi]                                          | boy (anglais)        | laife (marcher) [loifa]                                                        |

#### Consonnes
| Consonne | Consonne française équivalente | Prononciation (consensus international)                                | Exemple | Exemple alsacien [prononciation]                                                                                 |
| -------- | ------------------------------ | ---------------------------------------------------------------------- | --- | --- |
| b        | b, p                           | entre [b] et [p]                                                       | aucun | bliwe (rester) [bliiva]                                                                                          |
| p        | p, b                           | assez rare, rencontré dans les mots d'origine latine, entre [b] et [p] | passage, pierre | prowiere (essayer) [proviiara] (un vrai « p »), passe (aller bien, passer, seoir) [possa / bossa] (entre b et p) |
| d        | d, t                           | entre [d] et [t]                                                       | aucun | trinke (boire) [trénka / drénka]                                                                                 |
| t        | d, t                           | entre [d] et [t]                                                       | idem | iwertriwe (exagéger) [év'r-triiva]                                                                               |
| v        | f                              | [f]                                                                    | fièvre, filet | vergeifre (baver, salir en bavant) [f'r-gaïfra]                                                                  |
| f        | f                              | [f]                                                                    | idem | Flàcke (taches) [flaka], fliege (voler dans les airs) [fliiaga]                                                  |
| g        | gu, g, k                       | entre [g] et [k]                                                       | toujours comme dans gare | geifre (baver) [gaïfra/kaïfra]                                                                                   |
| h        | h                              | [h]                                                                    | h aspiré, prononcé en expulsant l'air des poumons                                                                                          | der Himmel (le ciel) [d'r hémm'l]                                                                                |
| j        | y                              | [j]                                                                    | yeux, yodler | jede (chaque) [yééda]                                                                                            |
| k        | k, g                           | entre [k] et [g]                                                       | aucun | kuma (venir) [kouma/gouma]                                                                                       |
| r        | r                              | [r] roulé ou non, selon les régions                                    | rouille, rouler | ràgne (pleuvoir) [rag'na]                                                                                        |
| s        | s, ch                          | [s] le plus souvent ; [ʃ] devant t, d, p et parfois r                  | savon, si (jamais comme un z) ou chat, chien                                                                                               | springe (sauter) [chpré-nga], steh (être debout) [chtéé], sewe (sept) [sééva]                                    |
| w        | v                              | [v]                                                                    | wagon, voiture, victoire | Wage (voiture) [vooga], Wulke (nuage) [voulka]                                                                   |
| x        | kss                            | [ks]                                                                   | exciter, exfolier | Wax (aussi écrit Wachs) (cire) [voks]                                                                            |
| z        | ts                             | [ts]                                                                   | tsé-tsé | Zahn (dent) [tsoo'n], Zorn (colère) [tsôrn]                                                                      |
| sch      | ch                             | [ʃ]                                                                    | chat, chien | schriwe (écrire) [chriiva]                                                                                       |
| ch       | rr                             | [x]                                                                    | comme un r grasseyé semblable au r dans cri, croire                                                                                        | noch (encore) [nôrr], Büech (livre) [buuarr]                                                                     |
| ch       | ch                             | [ç]                                                                    | comme le ch du mot chat prononcé avec la langue collée au palais ; particularité retrouvée dans le Bas-Rhin et en allemand                 | Schlüch (tuyau) [chluurr] dans le Haut-Rhin et [chluuch] dans le Bas-Rhin                                        |
| ch       | k                              | [k]                                                                    | se prononce [k] lorsqu'il se trouve devant un s                                                                                            | Wachs (cire) [vɔks], wachse (grandir, croître, pousser) [vɔksa]                                                  |
| ng       | ng                             | [ng]                                                                   | se prononce ng comme dans parking. Attention, le -g final ne s'entend pas, le n est simplement prononcé avec le nez et le fond de la gorge | Iewung (iia'vou-ng) (exercice, expérience)                                                                       |

#### Convention d'écriture
« ATTENTION : la graphie utilisée ici est celle employée par Jean-Jacques Brunner. La plupart des ouvrages en alsacien utilisent la graphie "à" pour indiquer le [ɔ] ou [å], et le "a" pour indiquer le [a], c'est-à-dire l'inverse de ce qui est utilisé ici. La raison du choix graphique pour le présent article repose majoritairement sur les arguments de Jean-Jacques Brunner. Il existe deux a en alsacien. Celui que l'on dit naturel (noté a) et qui se prononce [ɔ] ou [å], et l'autre (noté à), qui se prononce comme le a français de avion. Pourquoi noter a une lettre qui ne se prononce pas du tout comme tel ? Pour la raison que les voyelles des mots apparentés en allemand se prononcent [a]. C'est donc premièrement un choix linguistique. Par exemple, le mot roue se traduit en allemand par Rad [raad]. En alsacien, il se prononce différemment : [rood]. C'est encore une fois l'orthographe allemande qui prédomine (utilisation de la voyelle "a"). Le même phénomène est observé pour le e, qui se prononce [a] presque partout dans le Haut-Rhin, à des positions où, normalement, en allemand, ils sont muets, légèrement prononcés, ou entièrement prononcés é ou eu. De plus, les signes diacritiques (accents, etc.) sont normalement utilisés pour marquer des formes fléchies plus rares que les voyelles naturelles. Ainsi, le a naturel ([ɔ] ou [å], le plus courant) est-il écrit ici sans accent, alors que le [a] fléchi est lui écrit à, parce qu'il est plus rare. »

#### Particularités de la prononciation de l'alsacien
En ce qui concerne les couples b/p, d/t et g/k, il est en usage de privilégier l'orthographe des mots retrouvés en allemand standard. Par exemple, le mot Biewele (petit garçon) [biiavala] pourrait très bien être écrit Piewele. Toutefois, la racine germanique du mot, Bub, est orthographiée avec un B, ce qui a orienté le choix de la graphie.
Différences de prononciation
Il existe parfois des différences de prononciation importantes entre les différents parlers alsaciens le long d'un axe Nord/Sud. La liste suivante compare quelques mots ou verbes rencontrés dans différentes localités. Pour des raisons de simplicité, nous avons séparé les prononciations entre Haut-Rhin (sud) et Bas-Rhin (nord) mais il existe en réalité un continuum. On constate notamment que la consonne g subit un amuïssement phonétique vers le j /y/ et parfois même vers le w /v/. Les variations entre b, w et entre g, j et w sont nombreuses.
| Mots français                                  | Alsacien (Haut-Rhin) | Alsacien (Haut-Rhin) | Alsacien (Bas-Rhin) | Alsacien (Bas-Rhin) | Alsacien (Sundgau, extrême sud) | Alsacien (Sundgau, extrême sud) | Allemand standard | Anglais          |
| Mots français                                  | écriture             | prononciation        | écriture            | prononciation       | écriture                        | prononciation                   | Allemand standard | Anglais          |
| ---------------------------------------------- | -------------------- | -------------------- | ------------------- | ------------------- | ------------------------------- | ------------------------------- | ----------------- | ---------------- |
| aimer                                          | liewe                | [liːava]             | liewe               | [liːəvə]            | liebe                           | [liːaba]                        | lieben            | to love          |
| aimer bien, apprécier                          | mege                 | [meːga]              | meje                | [me:jə]             | mege                            | [meːga]                         | mögen             | (may) **         |
| devoir                                         | miesse               | [miːassa]            | müesse              | [myːassə]           | miesse                          | [miːassa]                       | müssen            | must**           |
| devoir, avoir l'obligation (morale) de..."     | solle                | [sola]               | solle               | [solə]              | solle                           | [sola]                          | sollen            | shall            |
| vouloir                                        | welle                | [vela]               | welle               | [velə]              | welle                           | [vela]                          | wollen            | to want / will** |
| balayer, nettoyer                              | fàge, fàje           | [faːga]              | fàje, fäje          | [faːja], [fɛːjə]    | wescha                          | [véːcha]                        | fegen / wischen   | to sweep         |
| la cuisine                                     | d' Kuche             | [kuːxa]              | d'Kiche             | [keʃə], [keçə]      | d'Chuche                        | [xuːxa]                         | die Küche         | the kitchen      |
| dire                                           | sage, säje           | [sɔːga], [sɛːjə]     | säje, sawe          | [sɛːjə], [sɔːvə]    | sage                            | [sɔːga]                         | sagen             | to say           |
| éloignement, notion de disparition (particule) | ewàg, ewàj           | [avaːk], [avaj]      | ewäg                | [əvɛg]              | ewàg                            | [avaːk]                         | hinweg            | away             |
| être étendu, se trouver                        | lege                 | [leːga]              | lëje                | [lɛːjə]             | lege                            | [leːga]                         | liegen            | to lie           |
| je                                             | ich, i               | [ex], [iː]           | ich                 | [iʃ], [iç]          | ich                             | [ex], [iː]                      | ich               | I                |
| la fièvre                                      | s'Fiewer             | [fiːav'r]            | s'Fiewer            | [fiːəv'r], [fiːv'r] | s'Fieber                        | [fiːab'r], [feːb'r]             | das Fieber        | fever            |
| la maison                                      | s'Hüs                | [hyːs]               | s'Hüs, s'Haus       | [hyːs], [hauːs]     | s'Hüs                           | [hyːs]                          | das Haus          | house            |
| possible, possiblement                         | meglig               | [meːglik]            | meglich             | [meːgliʃ]           | meglig                          | [meːglik]                       | möglich           | possibly         |
| regarder                                       | lüege                | [lyːaka]             | lüeje, löje         | [lyːajə], [løːjə]   | lüege                           | [lyːaka]                        | lugen, gucken     | to look          |
| le Rhin                                        | der Rhi              | [riː]                | de Rhin             | [riːn]              | der Rhi                         | [riː]                           | der Rhein         | the Rhine        |
| la vie                                         | s'Làwe               | [laːva]              | s'Lëwe              | [lɛːvə]             | s'Làbe                          | [laːba]                         | das Leben         | life             |
| le vin                                         | der Wi               | [viː]                | de Win              | [viːn]              | der Wi                          | [viː]                           | der Wein          | wine             |
| voir                                           | sàh, gsàh            | [saː], [ksaː]        | seh, gseh           | [seː], [kseː]       | gsàh                            | [ksaː]                          | sehen             | to see           |
| tirer                                          | ziege                | [tsiːaga]            | zëje                | [tsɛːyə]            | ziege                           | [tsiːaga]                       | ziehen            | to pull          |
| le marché                                      | s'Màrkt              | [s'markt]            | s'Märik             | [s'mɛːrik]          | s'Màrkt                         | [s'markt]                       | der Markt         | the market       |
| la cigogne                                     | s'Stork              | [s'ʃtork]            | s'Storich           | [s'ʃtoriʃ]          | s'Stork                         | [s'ʃtork]                       | der Storch        | the stork        |

** Les verbes de modalité comme mege ont des parents proches en allemand et anglais. Dans le cas may, ils ne possèdent plus le même sens : mege / meje (alsacien) signifie « aimer bien, apprécier », tandis qu'en anglais, may véhicule une notion de possibilité ou de probabilité. Pour le verbe miesse/müesse, l'équivalent anglais est must et possède la même signification (devoir). Le sens de solle (alsacien) est, lui aussi, assez proche de son équivalent anglais shall. Pour l'auxiliaire de modalité welle (« vouloir »), l'équivalent anglais n'est pas to want (« vouloir ») mais will, qui sert à former le futur. La parenté se manifeste dans la conjugaison de welle, puisque « je veux » se dit ich will [ex vɛll].

#### Prononciation des pronoms personnels
Les pronoms personnels sont très couramment utilisés, et comme vous les rencontrerez souvent, ils sont indiqués dans le tableau ci-dessous avec leur prononciation. Il s'agit des pronoms personnels sujets (c'est-à-dire au cas nominatif) (voir plus loin pour les autres). Ils sont également indiqués ici sous forme tonique, mais ils peuvent avoir des équivalents atones (comme, en français, la différence à l'oral entre « il » et « y »).
| Pronom personnel français | Pronom personnel alsacien | Pronom personnel alsacien     | Pronom personnel alsacien | Pronom personnel alsacien |
| Pronom personnel français | Forme accentuée (tonique) | Prononciation                 | Forme inaccentuée (atone) | Prononciation             |
| ------------------------- | ------------------------- | ----------------------------- | ------------------------- | ------------------------- |
| je                        | ich                       | /ex/, /iʃ/, /iç/ ou même /iː/ | i                         | /iː/                      |
| tu                        | dü                        | /dyː/                         | de                        | /da/                      |
| il                        | er                        | /aːr/                         | 'r                        | /r/                       |
| elle                      | sie, si                   | /sa/, /siːa/, /siː/           | se                        | /sa/                      |
| ça (il/elle [neutre])     | es                        | /aːs/                         | 's                        | /s/                       |
| nous                      | mer                       | /meːr/                        | mr                        | /mər/                     |
| vous (pluriel de « tu »)  | ehr                       | /eːr/                         | 're                       | /ra/                      |
| ils                       | sie, si                   | /sa/, /siːa/, /siː/           | se                        | /sa/                      |
| elles                     | sie, si                   | /sa/, /siːa/, /siː/           | se                        | /sa/                      |

### Écriture de l'alsacien
L'alsacien suit les codes graphiques de l'allemand standard. Ainsi, tous les noms communs s'écrivent avec une majuscule, de même que les pronoms personnels de politesse. Par exemple :
le chien : der Hund
la femme : d'Frauj
la maison : s'Hüs
la lune : der Mond

## Grammaire

### Verbes

#### Généralités
Le verbe est constitué d'un radical et d'une terminaison infinitive, -e,. Cette terminaison se prononce [a] dans le sud de l'Alsace, tandis qu'à partir de Colmar et plus au nord, elle est plutôt prononcée [ə], comme en allemand. Voici quelques exemples de verbes avec les radicaux qui correspondent, séparés de leur terminaison -e :
| Verbe  | Prononciation | Radical | Terminaison | Traduction          |
| ------ | ------------- | ------- | ----------- | ------------------- |
| stelle | [ʃtella]      | stell-  | -e          | poser verticalement |
| mache  | [mɔ:xa]       | mach-   | -e          | faire               |
| làwe   | [la:va]       | làw-    | -e          | vivre               |

Lors de la conjugaison, la terminaison infinitive disparaît et est remplacée par des désinences personnelles, c'est-à-dire des terminaisons se référant au sujet du verbe.

#### Place dans la phrase
La syntaxe de l'alsacien est relativement proche de celle de l'allemand et des langues germaniques en général. Le verbe se place ainsi toujours en seconde position dans une proposition simple,,, selon le modèle : sujet + verbe + objet ou encore objet + verbe + sujet dans certains cas.
Par exemple :
« Il lit un livre. »
er lest e Büech. - /aːr lɛːst a byːax/
« Maintenant, il lit un livre. »
Jetze lest er e Büech. - /je.tsa lɛːst.ər a byː.ax/
Dans la première phrase, on a une logique sujet + verbe + objet (complément d'objet direct), alors que dans la seconde, on a une logique complément circonstanciel + verbe + sujet + objet, où le sujet est relégué à la troisième position, de sorte que le verbe reste en seconde position.

#### Verbes à particules
Un point plus important est que les verbes alsaciens, tout comme les verbes allemands, possèdent souvent des « préverbes », encore appelés particules. À l'infinitif, ils se placent devant le verbe, tandis que fléchis (conjugués), ils s'en séparent, et migrent à la fin de la proposition, en accord avec la logique rétrograde de la langue,. Il existe deux types de particules :
- les particules inséparables, qui s'ajoutent devant le verbe et y sont soudées (un peu comme en français pour les verbes induire, déduire, séduire, et conduire où le préfixe correspond à une particule inséparable ajoutée au radical duire qui n'a plus aujourd'hui de sens sous forme isolée). Par exemple stelle /ˈʃtelaː/(« poser, disposer ») et bestelle /bɛˈʃtelaː/ (« commander ») ou encore steh /ʃtɛː/ (être debout, se tenir) et versteh /ferʃtɛː/ (« comprendre »).
- les particules séparables, très nombreuses, qui sont assemblées devant le verbe lorsqu'il est à l'infinitif, mais qui se déplacent à la fin de la proposition lorsque le verbe est conjugué. Par exemple, les verbes schwimme /ˈʃvɛma/ (« nager »), ufeschwimme /ˈufa.ʃvɛma/ (« nager vers le haut »), geh (« aller »), awegeh /ɔːvagɛː/ (« aller vers le bas »).

Ces particules séparables ou inséparables, même si ce n'est pas toujours le cas, peuvent modifier considérablement le sens du verbe.
Exemples de modification de sens avec différentes particules : exemple du verbe stelle (poser, mettre, disposer)
| Verbe     | Particule         | Traduction                                                                                                 |
| --------- | ----------------- | --- |
| stelle    | -                 | poser verticalement, mettre, disposer (sur la table), faire (un diagnostic)                                |
| bestelle  | be- (inséparable) | commander (un plat, un colis), réserver (une place)                                                        |
| anstelle  | an- (séparable)   | allumer (appareil, dispositif), ouvrir (robinet), poser, placer (spécifiquement), engager (embaucher)      |
| abstelle  | ab- (séparable)   | poser (vers le bas), éteindre (appareil), couper (courant, eau), éloigner (un objet)                       |
| instelle  | in- (séparable)   | installer, mettre, poser (à l'intérieur), régler (un appareil), embaucher, engager, cesser (un paiement)   |
| üsstelle  | üs- (séparable)   | exposer, mettre dehors, placer, poster, éteindre (un appareil)                                             |
| ufstelle  | uf- (séparable)   | mettre en place, poser, installer (sur), monter, relever, mettre debout (poser verticalement vers le haut) |
| vorstelle | vor- (séparable)  | présenter, représenter, signifier                                                                          |

#### Liste de quelques particules verbales
Il en existe trois types :
- Les particules inséparables (reliées en permanence au radical), généralement inaccentuées.
- Les particules séparables (qui se séparent du verbe lors de la conjugaison), généralement accentuées.
- Les particules mixtes (qui peuvent parfois se séparer, parfois non, selon le sens du verbe).

Dans tous les cas, l'ajout d'un préfixe (mobile ou non-mobile) peut parfois considérablement changer la signification du radical verbal d'origine.

##### Particules non-séparables
Il existe tout une série de préfixes non-mobiles (ou non-séparables),
| Particule | Prononciation | Exemple | Sens de la particule |
| --------- | ------------- | --- | --- |
| be-, b-   | [be], [b]     | bestelle (commander), sich bsinne (se souvenir), sich behandle (se comporter), bemerke (noter, dire, remarquer) | très utilisé. Permet de former des verbes transitifs à partir de noms communs ou d'autres verbes. C'est un préfixe de construction verbale.          |
| ver-      | [fər]         | versteh (comprendre), vergeh (passer, disparaître), verstelle (déplacer), verblinde (aveugler)                  | très utilisé. Marque la fin d'un état, la disparition complète, la péjoration (complète), l'intensification, la transformation, le changement d'état |
| zer-      | [tsər]        | zerbràche (détruire, casser, fracturer)                                                                         | marque la fin d'un processus, la division, la destruction                                                                                            |
| ent-      | [entt]        | entsteh (créer), entnàhme (prélever)                                                                            | marque l'éloignement, l'extraction, la sortie, le début soudain                                                                                      |
| er-       | [er]          | ertrinke (se noyer), erschaffe (élaborer)                                                                       | marque le résultat d'un processus, la disparition, la fin d'une activité ou la mort                                                                  |
| miss-     |               | missschriwe (mal écrire), misslàse (lire mal), missverstandnis (incompréhension)                                | marque un sens péjoratif, équivalent du français "mé-" (médire, méconnaître, méfaire, mésuser, etc.).                                                |
| emp-      |               | empfàhle (recommander), empfinde (éprouver, ressentir), empfange (recevoir, accueillir)                         | très rare. Comme en allemand, seuls trois verbes possèdent cette particule inséparable.                                                              |

##### Particules mobiles/séparables
Il existe aussi des particules mobiles, beaucoup plus nombreuses :
| Particule  | Prononciation | Exemples | Sens de la particule, interprétation                                                                                  |
| ---------- | ------------- | --- | --- |
| a-, an-    | [ɔ:], [ɔ:n]   | anmache (allumer, déclencher), angeh (aborder, résoudre), annàhme (accepter, prendre du poids, adopter une idée), ankumme (entrer, arriver vers un endroit), anschalte (allumer un appareil), antràffe (trouver, rencontrer), anstelle (embaucher, ouvrir un robinet, allumer un appareil) | déclenchement d'un processus, début d'une action, déclenchement, ouverture, proximité, accumulation                   |
| ab-        | [ɔp]          | abmache (enlever, démonter), abgeh (partir), abnàhme (perdre du poids, maigrir), abkumme (s'écarter, s'éloigner, accorder), abschalte (éteindre un appareil), abstelle (descendre qq chose, éteindre ou couper un appareil, éloigner qq chose)                                             | diminution, éloignement, arrêt, inversion, notion de descente                                                         |
| bei-       | [bai]         | beisteh (soutenir qq'un ou un avis, litt. "se tenir avec, partager un avis") | participation, présence                                                                                               |
| dur-,      | [dur]         | durschine (briller à travers qq chose), durlàse (lire en entier), durlaife (marcher, aller à travers, traverser) | sens spatial : à travers, passage, mais aussi sens temporel : par-delà, pendant, à travers                            |
| i-, in-    | [i:], [i:n]   | inschalte (allumer), innàhme (prendre un médicament, rentrer qq chose), inschlofe (s'endormir), instelle (installer) | début d'une action, mise en route, entrée dans un état, incorporation, déplacement vers l'intérieur                   |
| mit-       | [met]         | mitnàhme (emmener, litt. "prendre avec"), mitbringe (emporter, litt. "apporter avec"), mitwirke (participer) | participation |
| no-, nach- | [no:], [nax]  | nokumme (rejoindre, litt. "venir après, en différé"), nolàse (vérifier, relire, litt. "lire après"), nomache (imiter, litt. "faire d'après") | notion de "suivre", de "contrôle/vérification" ou "d'imitation"                                                       |
| uf-, of-   | [uf]          | uflüege (regarder vers le haut), ufgeh (monter), ufschliesse (ouvrir), ufsüge (aspirer), ufhànge (accrocher, suspendre), ufwache (réveiller), ufkumme (éclater, survenir, litt. "venir brusquement"), ufàsse (manger tout, terminer un repas).                                             | mouvement vertical de bas en haut, ouverture, incorporation, contact, début d'une action, effet brusque, achèvement   |
| um-        | [um]          | umstelle (changer de place, d'endroit, de position), umgeh (changer de place, bouger), umzoge (déménager), umdràje (tourner), umkehre (tourner, changer de direction) | notion de circularisation, notion de changement (de lieu, d'état)                                                     |
| üs-        | [ys]          | üsmache (éteindre, fermer, couper), üsschalte (éteindre un appareil), üsstelle (sortir, exposer), üsschliesse (fermer), üsgeh (sortir) | disparition, fermeture, achèvement, sortie (d'un endroit, d'une situation, etc.)                                      |
| vor-       | [fo:r]        | vorstelle (présenter une personne), vorbringe (présenter, litt. "emmener devant"), vordringe (avancer), vorgeh (aller/marcher devant, aller en avance), vorha (avoir en prévision, prévoir), vorkumme (se produire), vormache (préparer, montrer comment faire qq chose)                   | notion d'avance dans le temps, d'avancer (positionnel), de préparation, de préparation (équivalent du français pré-). |
| wàg-, weg- | [vak], [vɛk]  | wegmache (se débarrasser, éliminer, faire disparaître), wegstelle (enlever, déplacer, faire disparaître), wegnàhme (enlever, prendre pour faire de la place) | déplacement soudain, changement d'endroit, éloignement d'une position, disparition                                    |
| züe-       | [tsy:a]       | züeschliesse (fermer à clé), züenàhme (ajouter, grossir), züemache (fermer), züenàje (coudre ensemble, recoudre), züewinke (faire signe de la main, saluer), züelüege (regarder précisément, observer, dévisager), züedecke (couvrir, recouvrir, fermer en couvrant)                       | addition, fermeture, vers une direction précise                                                                       |

Exemples :
Stell der vor! « Imagine-toi ça ! » (sich vorstelle, se (re)présenter)
Se steht immer uf, wu ehr Vater ins Büro kummt « elle se lève toujours (de sa chaise) lorsque son père entre dans le bureau » (ufsteh, se lever)
Jetze kummt mr ebbis in « Maintenant, il me vient une idée » (inkumme, avoir une idée)
Trotz mim Diet nehm-i an ! « Malgré mon régime, je prends du poids » (annàhme, prendre du poids)
Der Direktor nehmt di Suhn an « Le directeur embauche ton fils » (annàhme, embaucher)
S'fangt an « ça commence » (anfange, commencer, débuter)
Er schaltet der Fàrnlüegappàrat ab « il éteint la télévision » (abschalte, éteindre un appareil)
Dà Mann kehrt Ràchts ab « cet homme tourne à droite » (abkehre, tourner, changer de direction)

##### Particules séparables composées
Certaines particules séparables sont dites "composées", car elles résultent de la fusion de plusieurs particules. Par exemple, les particules à sens positionnel (telle que uf, ab, unter, an, ab, vor) peuvent devenir directionnelles lorsqu'on les fusionne avec les particules directionnelles hin (mouvement d'éloignement par rapport au locuteur) ou hàr / hër (mouvement vers le locuteur).
ab (éloignement, descente) + hin (mouvement d'éloignement) = nab ou awe (flexion rencontrée surtout dans le Haut-Rhin). Sens : vers le bas. On peut ainsi former un verbe de mouvement (n'importe lequel) et lui ajouter cette particule composée à sens directionnel :
Er geht awe ou encore er geht nab signifie "il descend" ou "il va vers le bas"
Er gheit awe signifie "il tombe (vers le bas)".
Avec hàr, on marque un mouvement vers le locuteur ou le point de référence. La fusion entre hàr et ab donne hërab (Bas-Rhin) ou encore awe (Haut-Rhin).
Der Vogel fliegt hërab ou encore Der Vogel fliegt awe signifie "l'oiseau vole vers le bas / l'oiseau descend en volant" (fliege signifie "voler" tandis que awefliege ou hërabfliege signifie voler vers le bas, descendre en volant).
Les particules composées de hin et hàr/hër sont généralement associées aux verbes de mouvement ou de changement d'état, et indiquent des directions. Elles sont tellement précises qu'elles permettent souvent de ne pas préciser le verbe. Par exemple, au lieu de dire "er isch uf Milhüse ufegange" (il est monté à Mulhouse), on dira volontiers "er isch uf Milhüse ufe" (en omettant le participe passé "gange" du verbe "geh", aller).
| Particule composée (Haut-Rhin) | Particule composée (Bas-Rhin) | Origine (composition) | Prononciation             | Exemples | Signification de la particule |
| ------------------------------ | ----------------------------- | --------------------- | ------------------------- | --- | --- |
| ane-                           | nan-                          | hin + an              | [ɔ:na]                    | anegeh (aller en avant), anefahre (aller en véhicule vers l'avant), anelüege (regarder vers l'avant), aneschwimme (nager vers l'avant)                                                                                                   | en avant, vers une direction, notion d'éloignement en avant d'un point d'origine                                                       |
| ane-                           | hëran-                        | her + an              | [ɔ:na]                    | anekumme (venir en avant) | notion de déplacement de rapprochement d'un point de référence                                                                         |
| awe-                           | nab-                          | hin + ab              | [ɔ:va]                    | awegeh (aller vers le bas), awefahre (aller en véhicule vers le bas, descendre), awelüege (regarder vers le bas, en contrebas), aweschwimme (nager vers le bas, descendre en nageant)                                                    | notion de déplacement/direction (éloignement) vers le bas                                                                              |
| awe-                           | hërab-                        | her + ab              | [ɔ:va]                    | awekumme (venir en descendant, descendre) | notion de déplacement/direction (rapprochement) vers le bas                                                                            |
| dure-                          | dure-                         | hin + dur             | [du:ra]                   | duregeh (traverser un lieu, une ville), durekumme (venir à travers), dureschwimme (nager à travers) | notion de mouvement à travers un espace ou une durée                                                                                   |
| ewàg-                          | ewaj-, awäj-                  | hin + weg             | [ava:k], [ava:j], [avɛ:j] | ewàggeh (partir, s'éloigner), ewàgbringe (emporter, enlever au loin), ewàgwerfe (jeter au loin, se débarrasser) | notion de rétraction, de départ (équivalent de l'Anglais away)                                                                         |
| fere-                          | ?                             | ?                     |                           | feregeh (partir en avant), ferelaife (s'éloigner en marchant vers l'avant, le lointain) | Vers l'avant, vers une direction, vers le lointain                                                                                     |
| heime-                         | heime-                        | heim + hin            | [haima]                   | heimegeh (aller "à la maison", rentrer) ; heimekumme (venir "à la maison", rentrer), heimefliege (rentrer à la maison en volant), heimefahre (rentrer en véhicule "à la maison"), heimeschwimme (rentrer "à la maison" en nageant), etc. | retour au point d'origine (lieu de naissance, maison, etc.), dans la direction de "la maison", du point d'origine (pour les personnes) |
| ine-                           | nin-                          | hin + in              | [i:na]                    | inegeh (aller vers l'intérieur, entrer), inefahre (aller en véhicule vers l'intérieur, entrer), inelüege (regarder vers l'intérieur), ineschwimme (nager vers l'intérieur, entrer en nageant)                                            | notion de déplacement/direction (éloignement) vers l'intérieur                                                                         |
| ine-                           | hërin-, ine-                  | her + in              | [i:na]                    | inekumme (venir vers l'intérieur, entrer) | notion de déplacement/direction (rapprochement) vers l'intérieur                                                                       |
| ufe-                           | nuf-                          | hin + uf              | [ufa]                     | ufegeh (aller vers le haut, monter), ufefahre (aller en véhicule vers le haut, monter), ufelüege (regarder vers le haut), ufeschwimme (nager vers le haut, monter en nageant)                                                            | notion de déplacement/direction (éloignement) vers le haut                                                                             |
| ufe-                           | hëruf-                        | her + uf              | [ufa]                     | inekumme (venir vers le haut, monter) | notion de déplacement/direction (rapprochement) vers le haut                                                                           |
| ume-                           | num-                          | hin + um              | [uma]                     | umelaife (déambuler, traîner, marcher en cercle), umeschwimme (nager en cercle, tourner en nageant) | notion de déplacement circulaire, aléatoire vers une direction (rapprochement)                                                         |
| ume-                           | hërum, erum                   | her + um              | [uma]                     | | |
| untre-                         | nunter-                       | hin + unter           | [untra]                   | untregeh (aller vers en dessous) | notion de déplacement/direction (éloignement) vers le dessous                                                                          |
| untre-                         | runter-, untre-               | her + unter           | [untra]                   | untrekumme (venir par en dessous) | notion de déplacement/direction (rapprochement) vers le dessous                                                                        |
| üsse-                          | nüs-                          | hin + üs              | [ysa]                     | üssegeh (aller vers l'extérieur, sortir), üssefahre (aller en véhicule vers l'extérieur, sortir), üsselüege (regarder vers l'extérieur), üsseschwimme (nager vers l'extérieur, sortir en nageant)                                        | notion de déplacement/direction (éloignement) vers l'extérieur                                                                         |
| üsse-                          | hërüs-, erüs-                 | her + üs              | [ysa]                     | üssekumme (venir vers l'extérieur, sortir) | notion de déplacement/direction (rapprochement) vers l'extérieur                                                                       |

Exemples :
Morne geh'mr uf Strossburg awe "demain, nous descendons sur Strasbourg" (awegeh, aller vers le bas)
Gang üsse ! "Sors!" (üssegeh, sortir)
Dà fremdartige Mann laift uf der Stross ume "cet homme étrange déambule dans la rue" (umelaife, déambuler, traîner)
D'Rakete stigt ewer der Arde ufe "la fusée s'élève au-dessus de la Terre (vers le haut)" (ufestige, s'élever verticalement vers le haut)
Mer bringe alle dine Sache vum erste Stock awe "nous descendons toutes tes affaires du premier étage" (awebringe, descendre, litt. emmener quelque chose vers le bas)

##### Particules mixtes
Certaines particules peuvent être tantôt séparables, tantôt inséparables, selon le verbe auquel elles sont associées. Elles ne sont pas nombreuses.
| Particule | Prononciation | Sens lorsqu'elle est inséparable                                         | Sens lorsqu'elle est séparable                                            |
| --------- | ------------- | ------------------------------------------------------------------------ | ------------------------------------------------------------------------- |
| dur-      | [du:r]        | action de traverser ou de fouiller                                       | notion de traverser (spatial, temporel)                                   |
| um-       | [um]          | contournement, englobement                                               | exprime un sens spatial (autour de, changement de direction, de tendance) |
| ewer-     | [ev'r]        | action de survoler, transmettre, attaquer                                | sens spatial : sur, au-dessus-de, par-dessus                              |
| unter-    | [unt'r]       | actions de parapher (signer), soumettre, réprimer, interrompre, examiner | sens directionnel et spatial : vers le bas, sous                          |
| weder     | [wed'r]       | réalisation, complétion d'une action, application d'une peine            | renouvellement, répétition (litt. "à nouveau, encore"                     |

#### Auxiliaires
En plus des verbes, afin de les conjuguer à différents temps et modes, l'alsacien dispose de quatre auxiliaires :
- se ou senn (être), pour conjuguer au passé (verbes d'état, verbes de mouvement)
- ha (avoir), pour conjuguer au passé (tous les autres verbes)
- düe (faire), pour conjuguer au présent progressif (düe au présent et verbe à l'infinitif) ou pour former le conditionnel (düe au conditionnel et verbe à l'infinitif)
- wàre (devenir, équivalent de l'anglais will), pour conjuguer au futur (wàre au présent et verbe à l'infinitif), ou pour former le passif (wàre conjugué et verbe au participe passé).

| Auxiliaire | Prononciation | Traduction | Utilisé pour                                                                                  |
| ---------- | ------------- | ---------- | --------------------------------------------------------------------------------------------- |
| se / senn  | /seː/ /sen/   | être       | Formation du passé. Construction : sujet + se (conjugué) + participé passé du verbe           |
| ha         | /hɔː/         | avoir      | Formation du passé. Construction : sujet + ha (conjugué) + participe passé du verbe           |
| düe (1)    | /dya/         | faire      | Formation du présent progressif. Construction : sujet + düe (conjugué) + infinitif du verbe   |
| düe (2)    | /dya/         | faire      | Formation du conditionnel. Construction : sujet + dàt (düe au conditionnel) + infinitif verbe |
| wàre (1)   | /vaːra/       | devenir    | Formation du futur. Construction : sujet + wàre (conjugué) + infinitif verbe                  |
| wàre (2)   | /vaːra/       | devenir    | Formation du passif. Construction : sujet + wàre (conjugué) + participe passé du verbe        |

Voici la conjugaison (irrégulière) des auxiliaires au présent simple,, :
| Personne       |              | se (être)   | ha (avoir)   | düe (faire)    | wàre (Haut-Rhin) (devenir) | wëre (Bas-Rhin) (devenir) |
| -------------- | ------------ | ----------- | ------------ | -------------- | -------------------------- | ------------------------- |
| je             | ich          | bin /ben/   | ha(n) /hɔn/  | düe /dyːa/     | wer /vɛːr/                 | wur /vuːr/                |
| tu             | dü*          | besch /beʃ/ | hasch /hɔːʃ/ | düesch /dyːaʃ/ | wersch /vɛːrʃ/             | wursch /vuːrʃ/            |
| il / elle / ce | er / se / es | esch /eʃ/   | hat /hɔt/    | düet /dyːat/   | werd /vɛːrt/               | wur(d) /vurt/             |
| nous           | mer          | senn /sen/  | hàn /haːn/   | dien /dyːan/   | wàre /vaːra/               | wëre /väre/               |
| vous           | ehr          | senn /sen/  | hàn /haːn/   | dien /dyːan/   | wàre /vaːra/               | wëre /väre/               |
| ils / elles    | se           | senn /sen/  | hàn /haːn/   | dien /dyːan/   | wàre /vaːra/               | wëre /väre/               |

- (*) Attention, le pronom personnel dü est la forme dite tonique. En alsacien, il est normalement omis, la terminaison -sch à la fin du verbe étant suffisamment informative. Dans le Haut-Rhin, une forme atone - de - existe également, et se prononce /da/. Notez que de est également la forme de l'article défini masculin dans beaucoup de régions, il ne faut pas le confondre avec le pronom personnel de atone.

Exemples d'utilisation (des auxiliaires) en tant que verbes :
Ich bin e Mann « je suis un homme »
Se esch e Fraj « c'est d'une femme »
Es esch e schens Meidele « c'est une jolie jeune fille »
Mer hàn e Hund « Nous avons un chien »
Dü wersch unheflig « tu deviens impoli »
Er esch fràch « il est effronté » (on peut dire aussi er esch fresch dans le Bas-Rhin)
Se hat e flotter Wage « elle a une jolie voiture »
Exemples d'utilisation en tant qu'auxiliaires :
Er düet si Wage fahre « il est en train de conduire sa voiture » (présent progressif)
Se hat e nejer Hund bikumme « elle a eu un nouveau chien » (passé composé)
Mer hàn das Büech glàse « nous avons lu ce livre » (passé composé)
S'esch e nàtter Kamrad gse « c'était un ami sympathique= » (passé composé) s'esch e netter Kamrad gwenn (Nord de l'Alsace)
Der Wage wird vum Garagist grepariert « la voiture est réparée par le garagiste (en ce moment) » (voix passive)
Der Wage isch repariert « la voiture est réparée (c'est fait) » (passé composé)
Mi Suhn wird nàchste Màntig kumme « mon fils viendra lundi prochain » (futur)
Mine Schwester dàt nàchster Màntig kumme « Ma sœur viendrait lundi prochain » (conditionnel)

### Temps des verbes
Les verbes peuvent se conjuguer à différents temps et modes,,. En alsacien, il existe trois temps de l'indicatif :
- le présent (auquel on peut ajouter un présent « progressif » ou « emphatique »). Il se conjugue en utilisant le radical du verbe, sans terminaison, auquel on ajoute des désinences (-, -sch, -t, -e) ;
- le passé, qui est un temps composé, qui utilise un auxiliaire (se « être » ou ha « avoir ») ;
- le futur, également un temps composé, qui utilise un auxiliaire (devenir, wàre ou wëre).

On peut également ajouter plusieurs modes : le conditionnel (deux formes composées) et le subjonctif (deux formes composées).

### Phrase simple
En temps normal, une phrase simple se construit selon le modèle suivant : sujet + verbe + complément / nom / adjectif,.
Quoi qu'il advienne, le verbe doit toujours se trouver en seconde position dans la phrase. De ce fait, si la proposition commence par un complément, le sujet est déplacé après le verbe de manière à respecter cet axiome,,.
Exemples :
- Phrase : Il déplace le verre sur la table.
- Traduction : Er stellt s'Glas uf'm Tisch um.
- Phrase : Maintenant, il déplace le verre sur la table.
- Traduction : Jetz stellt er s'Glas uf'm Tisch um [yets chdellt'r s'Glooss ouf'em téch oum]

Dans le second exemple, la présence d'un élément temporel en début de phrase (Jetz) oblige à déplacer le sujet (ici « er ») après le verbe, de manière que ce dernier demeure en deuxième position. Chose importante : lorsque le verbe est composé (affublé d'un préverbe), c'est le radical (ici, stelle, sous forme conjuguée) qui se place en seconde position, la particule (ici, um) migrant à la fin.

### Conjugaison des verbes au présent
L'alsacien comporte deux présents : le présent simple (celui qu'on trouve en français) et le présent progressif (être en train de faire quelque chose), qui perd progressivement son sens. Le verbe à l'infinitif est composé d'un radical sur lequel est greffée une terminaison de l'infinitif -e. Exemples : stelle /ʃdɛla/ « poser », mache /moːra/ « faire », lése /leːsa/ « lire ». La conjugaison au présent se sert uniquement du radical auquel la terminaison de l'infinitif est retirée, et remplacée par des désinences personnelles (terminaisons).

#### Conjugaison au présent simple des verbes réguliers
Les pronoms personnels sujets sont les suivants et accompagnés à chaque fois (à droite) des terminaisons (désinences personnelles) nécessaires à la conjugaison du verbe.
|                  | Pronoms personnels | Pronoms personnels | Pronoms personnels |                                                  |
| Personne         | Forme tonique      | Forme atone        | Forme enclitique   | Terminaison au présent (désinences personnelles) |
| ---------------- | ------------------ | ------------------ | ------------------ | ------------------------------------------------ |
| je               | ich /ex/           | i                  | -i                 | -                                                |
| tu               | dü /dy:/           | de /da/            | -de                | -sch                                             |
| il / elle / cela | er/sie/es          | 'r / se / 's       | -r, -se, -s'       | -t                                               |
| nous             | mer /me:r/         | mr                 | -mr                | -e                                               |
| vous             | ehr /e:r/          | re [ra]            | -re                | -e                                               |
| ils / elles      | sie /si:/          | se /sa/            | -se                | -e                                               |

Les pronoms peuvent avoir une forme tonique (accentuée), atone (inaccentuée) ou enclitique (ajoutée à la fin d'un nom ou d'un verbe). Le tableau résume également les terminaisons verbales utilisées au présent avec chacune des personnes.
Comme en allemand du XVIIe siècle et comme en français actuel, la deuxième personne du pluriel (Ehr, terminaison pluriel -e) s'emploie couramment en tant que forme de politesse en lui ajourant une majuscule à l'écrit (forme rare). Il semblerait que la troisième personne du pluriel (Se, terminaison du pluriel -e) soit aussi, à la mode allemande, employée exceptionnellement, également avec une majuscule. Enfin, une troisième forme de pluriel est possible, lorsque le locuteur s'adresse à une femme ou une jeune femme : comme en Italien, on utilise la 3e personne du féminin singulier (Se, terminaison du singulier -t).
Le tableau suivant donne la conjugaison de dix verbes avec leurs traductions.
|              | stelle (poser) | umstelle (déplacer) | lüege (regarder) | löje (regarder, Bas-Rhin) | züelüege (observer) | mache (faire) | anmache (allumer) | ufmache (ouvrir) | bestelle (commander) | rede* (parler) | anriefe* (appeler) |
| ------------ | -------------- | ------------------- | ---------------- | ------------------------- | ------------------- | ------------- | ----------------- | ---------------- | -------------------- | -------------- | ------------------ |
| ich / i      | stell          | stell um            | lüeg             | löj                       | lüeg züe            | mach          | mach an           | mach uf          | bestell              | redd           | rüef an            |
| dü / de      | stellsch       | stellsch um         | lüegsch          | löjsch                    | lüegsch züe         | machsch       | machsch an        | machsch uf       | bestellsch           | reddsch        | rüefsch an         |
| er / se / es | stellt         | stellt um           | lüegt            | löjt                      | lüegt züe           | macht         | macht an          | macht uf         | bestellt             | redd           | rüeft an           |
| mer          | stelle         | stelle um           | lüege            | löje                      | lüege züe           | mache         | mache an          | mache uf         | bestelle             | rede           | riefe an           |
| ehr          | stelle         | stelle um           | lüege            | löje                      | lüege züe           | mache         | mache an          | mache uf         | bestelle             | rede           | riefe an           |
| se           | stelle         | stelle um           | lüege            | löje                      | lüege züe           | mache         | mache an          | mache uf         | bestelle             | rede           | riefe an           |

(*) Le verbes marqués par un astérisque sont irréguliers. Dans le cas de rede, la longueur de la voyelle interne change, puisqu'elle est courte au singulier (redd, reddsch, redd) et longue au pluriel (rede). Pour anriefe, tout comme son cousin sans particule séparable riefe, la voyelle (diphtongue) ie du radical de l'infinitif est fléchie (altérée) au cours de la conjugaison (ie devient üe au singulier et reste ie au pluriel).

#### Conjugaison au présent simple des verbes irréguliers
Voici encore quelques exemples de verbes au présent, très courants, mais dont la conjugaison est irrégulière :
|               | Personne      | steh (être debout, se tenir)      | geh (aller)                       | gà (donner)                  | versteh (comprendre)              | sage (dire)               | säje (dire)                        |
| ------------- | ------------- | --------------------------------- | --------------------------------- | ---------------------------- | --------------------------------- | ------------------------- | ---------------------------------- |
| je            | ech / ich / i | stand                             | gang                              | geb                          | verstand                          | sag                       | säj                                |
| tu            | dü / de       | stehsch                           | gehsch                            | gesch                        | verstehsch                        | sàjsch                    | säjsch                             |
| il / elle     | er / se / es  | steht                             | geht                              | get                          | versteht                          | sàjt                      | säjt                               |
| nous          | mer           | stehn                             | gehn                              | gàn                          | verstehn                          | sage                      | säje                               |
| vous          | ehr           | stehn                             | gehn                              | gàn                          | verstehn                          | sage                      | säje                               |
| ils / elles   | se            | stehn                             | gehn                              | gàn                          | verstehn                          | sage                      | säje                               |
| Particularité |               | -and à la 1re pers. -n au pluriel | -ang à la 1re pers. -n au pluriel | b à la 1re pers n au pluriel | -and à la 1re pers. -n au pluriel | amuïssement du [g] en [j] | Variante utilisée dans le Bas-Rhin |

De manière générale, tous les verbes terminant en -we [-va] sont irréguliers, et sont caractérisés par une alternance b (singulier)/ w (pluriel, infinitif), comme : bliwe (rester), hewe (soulever), làwe (vivre), glaiwe (penser), liewe (aimer). D'autres peuvent avoir d'autres flexions consonantiques, comme le verbe sage (dire), chez qui on assiste à une alternance g/j, elle aussi assez courante en alsacien. Les plus courantes concernent les alternance vocaliques (voyelles, diphtongues) entre üe et ie. Voici leur conjugaison au présent simple :
| Verbe        | bliwe   | hewe     | làwe   | glaiwe   | liewe   | schiewe   | schriwe   | sage   | riefe   | müesse/miesse |
| ------------ | ------- | -------- | ------ | -------- | ------- | --------- | --------- | ------ | ------- | ------------- |
| Traduction   | rester  | soulever | vivre  | croire   | aimer   | pousser   | écrire    | dire   | appeler | devoir        |
| ich / i      | blib    | heb      | làb    | glaib    | lieb    | schieb    | schrib    | sag    | rüef    | müess         |
| dü           | blibsch | hebsch   | làbsch | glaibsch | liebsch | schiebsch | schribsch | sàjsch | rüefsch | müesch        |
| er / se / es | blibt   | hebt     | làbt   | glaibt   | liebt   | schiebt   | schribt   | sàjt   | rüeft   | müess         |
| mer          | bliwe   | hewe     | làwe   | glaiwe   | liewe   | schiewe   | schriwe   | sage   | riefe   | miesse        |
| ehr          | bliwe   | hewe     | làwe   | glaiwe   | liewe   | schiewe   | schriwe   | sage   | riefe   | miesse        |
| se           | bliwe   | hewe     | làwe   | glaiwe   | liewe   | schiewe   | schriwe   | sage   | riefe   | miesse        |

#### Conjugaison des verbes de modalité (irréguliers)
Il en existe huit en alsacien. Ils servent à marquer la modalité (savoir, vouloir, devoir, etc.). Ils sont toujours suivis de l'infinitif (sans préposition). Notez qu'en allemand, il n'en existe que sept, mais en alsacien, on y ajoute le verbe droje (oser), qui peut, dans certaines régions, être considéré comme un verbe de modalité en fonctionnant de la même manière,.
|              | kenne                                              | dàrfe                             | miesse                                   | solle                      | mege                                                       | welle                                                  | droje                 | wisse                   |
| ------------ | -------------------------------------------------- | --------------------------------- | ---------------------------------------- | -------------------------- | ---------------------------------------------------------- | ------------------------------------------------------ | --------------------- | ----------------------- |
| Traduction   | pouvoir, avoir la capacité de                      | avoir le droit, l'autorisation de | devoir, avoir l'obligation de            | devoir, avoir le devoir de | aimer, aimer bien                                          | vouloir                                                | oser                  | savoir                  |
| ich / i      | ka(n)                                              | derf                              | müess                                    | soll                       | -                                                          | will                                                   | droj                  | weiss                   |
| dü / de      | kasch                                              | derfsch                           | müesch                                   | sollsch                    | -                                                          | wet                                                    | drojsch               | weisch                  |
| er/se/es     | kat                                                | derft                             | müess                                    | soll                       | -                                                          | will                                                   | drojt                 | weisst                  |
| mer          | kenne                                              | dàrfe                             | miesse                                   | solle                      | -                                                          | welle                                                  | droje                 | wisse                   |
| ehr          | kenne                                              | dàrfe                             | miesse                                   | solle                      | -                                                          | welle                                                  | droje                 | wisse                   |
| se           | kenne                                              | dàrfe                             | miesse                                   | solle                      | -                                                          | welle                                                  | droje                 | wisse                   |
| Commentaires | Début irrégulier, sur le modèle de l'auxiliaire ha | Flexion de la voyelle du radical  | La diphtongue ie peut être fléchie en üe | Conjugaison régulière      | pas de conjugaison au présent (uniquement le conditionnel) | Attention, la 2e personne du singulier est irrégulière | conjugaison régulière | conjugaison irrégulière |

### Présent progressif (présent emphatique)
Le présent progressif se forme à l'aide d'un auxiliaire : düe (faire)
Cette forme peut également servir au débutant à former le présent simple, par ailleurs assez enfantine. Elle ne nécessite de connaître que la conjugaison de düe.
| Personne         |              | düe (auxiliaire) « faire » | Prononciation |
| ---------------- | ------------ | -------------------------- | ------------- |
| je               | ich / i      | düe                        | [dy:a]        |
| tu               | dü           | düesch                     | [dy:aʃ]       |
| il / elle / cela | er / se / es | düet                       | [dy:at]       |
| nous             | mer          | dien                       | [di:an]       |
| vous             | ehr          | dien                       | [di:an]       |
| ils / elles      | se           | dien                       | [di:an]       |

Pour former le présent progressif, il suffit d'ajouter derrière la forme conjuguée de düe, l'infinitif du verbe désiré. Par exemple, avec le verbe stelle.
| Personne |          | düe (auxiliaire) « faire » | + infinitif | Traduction                                                             |
| -------- | -------- | -------------------------- | ----------- | ---------------------------------------------------------------------- |
| 1re      | ich / i  | düe                        | stelle      | Je suis en train de poser / Je pose : ich düe stelle                   |
| 2e       | dü       | düesch                     | stelle      | Tu es en train de poser / Tu poses : (dü) düesch stelle                |
| 3e       | er/se/es | düet                       | stelle      | Il/Elle/On est en train de poser / Il/Elle pose : er/se/es düet stelle |
| 1re      | mer      | dien                       | stelle      | Nous sommes en train de poser / Nous posons : mer dien stelle          |
| 2e       | ehr      | dien                       | stelle      | Vous êtes en train de poser / Vous posez : ehr dien stelle             |
| 3e       | se       | dien                       | stelle      | Ils/elles sont en train de poser/ Ils/elles posent : se dien stelle    |

Exemple avec le verbe (à particule) ufmache (ouvrir).
| Personne |          | düe (auxiliaire) « faire » | + infinitif | Traduction                                           |
| -------- | -------- | -------------------------- | ----------- | ---------------------------------------------------- |
| 1re      | ich / i  | düe                        | ufmache     | Je suis en train d'ouvrir / J'ouvre                  |
| 2e       | dü       | düesch                     | ufmache     | Tu es en train d'ouvrir / Tu ouvres                  |
| 3e       | er/se/es | düet                       | ufmache     | Il/elle/cela est en train d'ouvrir                   |
| 1re      | mer      | dien                       | ufmache     | Nous sommes en train d'ouvrir / Nous ouvrons         |
| 2e       | ehr      | dien                       | ufmache     | Vous êtes en train d'ouvrir / vous ouvrez            |
| 3e       | se       | dien                       | ufmache     | Ils/Elles sont en train d'ouvrir / Ils/elles ouvrent |

Ici s'applique la règle de la deuxième position du verbe : düe se place en seconde position et le verbe à l'infinitif se déplace à la fin de la proposition. De manière générale, l'infinitif d'un verbe se trouve toujours à la fin d'une proposition alsacienne,,.
Cet homme est en train d'observer
Dà Mann düet züelüege [da mɔn dy:at tsy:a ly:aka]
(züelüege : observer)
Il est tout à fait possible de former le présent progressif à l'aide d'une périphrase, telle qu'on peut l'entendre dans certaines régions françaises et qui se rapproche davantage de ce qu'on retrouverait en allemand standard. La construction utilise le présent du verbe être (sé), et l'infinitif substantivé du verbe après la préposition an (à, sur). Le verbe « manger » se dit àsse (prononcé /'asa/), et son infinitif substantivé est s'Asse (s étant l'article neutre, et Asse, la forme substantivée, écrite avec une majuscule). La préposition an étant suivie du datif (une déclinaison : le s devient em), on doit dire an 'em Asse, qui se contracte toujours en am Asse.
Je suis en train de manger : « Ich bin am Asse », littéralement « Je suis à manger ». On n'a besoin, ici que de connaître la conjugaison de sé (être) et d'y ajouter « am + infinitif substantivé (avec majuscule) ».

### Conjuguer au passé: le passé composé
En alsacien, il n'existe plus de forme simple du passé (comme en français, "je voyais", "je lisais", "tu vis", "il mangea"). On utilise donc une forme composée, qui utilise un auxiliaire conjugué et le participe passé du verbe.
Construction du passé : sujet + auxiliaire (se ou ha) conjugué + participe passé
En français, le participe passé d'un verbe est surtout une affaire de terminaison (aller, allé ; manger, mangé ; voir, vu ; suspendre, suspendu ; etc.), mais ce n'est pas seulement le cas en alsacien. Le participe passé d'un verbe alsacien est construit différemment du français. Il nécessite l'utilisation d'un augment (un préfixe) sous la forme d'un g(e)-, d'un radical (dont les voyelles peuvent être modifiées) et d'une terminaison (-t ou -e). Le participe passé peut être régulier (g(e)- + radical + -t), ou irrégulier (g(e)- + radical modifié + -e ou -t). Les participes passés irréguliers concernent les verbes dits forts, les autres, réguliers, étant des verbes faibles.
Les verbes qui possèdent une particule n'ont pas le même comportement selon qu'il s'agit d'une particule séparable ou inséparable. En effet :
- lorsqu'un verbe est affublé d'une particule inséparable (be-, ver-, zer-, emp-, etc.), il n'accepte pas de préfixe g(e)-.
- lorsqu'un verbe possède une particule séparable, l'augment g(e)- se place entre la particule et le radical.

Dans le sud du Haut-Rhin, les verbes débutant par p-, b-, d- ou t- ne prennent pas l'augment g(e)-, mais il est possible dans les autres régions, si la voyelle e est prononcée (augment ge- complet).
Voici une liste (non exhaustive) de verbes et de leurs participes passés (réguliers* ou irréguliers**):
Quelques verbes réguliers (faibles) :
| Verbe    | Traduction      | Participe passé | Traduction   |                                                                                       |
| -------- | --------------- | --------------- | ------------ | ------------------------------------------------------------------------------------- |
| stelle   | poser           | gstellt         | posé         | augment g(e)-                                                                         |
| anstelle | engager         | angstellt       | engagé       | augment g(e)- entre la particule séparable an et le radical                           |
| instelle | installer       | ingstellt       | installé     | augment g(e)- entre la particule séparable in et le radical                           |
| ufstelle | mettre en place | ufgstellt       | mis en place | augment g(e)- entre la particule séparable uf et le radical                           |
| bestelle | commander       | bestellt        | commandé     | pas d'augment g(e)- avec une particule inséparable                                    |
| liewe    | aimer           | gliebt          | aimé         | augment g(e)-                                                                         |
| lüege    | regarder        | glüegt          | regardé      | augment g(e)-                                                                         |
| mache    | faire           | gmacht          | fait         | augment g(e)-                                                                         |
| bliwe    | rester          | (ge)blibt       | resté        | augment possible (sous forme de ge-) ou absent si verbe commence par b-, p-, t- ou d- |
| dànke    | penser          | (ge)dànkt       | pensé        | augment possible ou absent si verbe commence par d-, t-, p- ou b-                     |

Quelques verbes "forts" (participe passé irrégulier)
| Verbe (français)              | Traduction (alsacien) | Participe passé | Auxiliaire à utiliser |
| ----------------------------- | --------------------- | --------------- | --------------------- |
| Aller                         | géh                   | gange           | sé                    |
| Arriver                       | kumme                 | kumme           | sé                    |
| boire                         | trinke                | (ge)trunke      | ha                    |
| boire (picoler)               | süffe                 | gsoffe          | ha                    |
| couler                        | fliesse               | gflosse         | sé                    |
| courir                        | laife                 | gloffe          | ha                    |
| Devenir                       | wàre                  | worre           | sé                    |
| Dormir                        | schlofe               | gschlofe        | ha                    |
| écrire                        | schriwe               | gschréwe        | ha                    |
| fermer                        | schliesse             | gschlosse       | ha                    |
| geler                         | friere                | gfrore          | ha                    |
| Lire                          | làse                  | glàse           | ha                    |
| manger (pour les humains)     | àsse                  | gàsse           | ha                    |
| manger (pour les animaux)     | fràsse                | gfràsse         | ha                    |
| mourir                        | stàrwe                | gstorwe         | sé                    |
| parler                        | spràche               | gsproche        | ha                    |
| perdre                        | verliere              | verlore         | ha                    |
| pousser                       | schiewe               | gschowe         | ha                    |
| savoir                        | wisse                 | gwisse          | ha                    |
| tirer (avec une arme)         | schiesse              | gschosse        | ha                    |
| tirer (un objet), s'installer | ziege / zieje         | (ge)zoge        | ha                    |
| tomber (à la guerre)          | falle                 | gfalle          | sé                    |
| trouver                       | finde                 | gfunde          | ha                    |
| voler (en avion)              | fliege                | gfloge          | sé                    |

Note : les participes passés avec un préfixe ge- entre parenthèses signifie que le ge- n'est pas obligatoire.

#### Le passé des auxiliaires
Voici un tableau comparatif des conjugaisons des auxiliaires au présent simple et au passé.
| Auxiliaire                    | Présent                                                                      | Passé |
| ----------------------------- | ---------------------------------------------------------------------------- | --- |
| se (être) senn (être)         | ich ben dü besch er / se / es esch mer senn ehr senn se senn                 | ich ben gse / gwenn* dü besch gse / gwenn* er/se/es esch gse / gwenn* mer senn gse / gwenn* ehr senn gse / gwenn* se senn gse / gwenn* |
| ha (avoir)                    | ich han / ich hab dü hasch / hesch er/se/es hat / het mer hàn ehr hàn se hàn | ich han gha dü hasch gha er/se/es hat gha mer hàn gha ehr hàn gha se hàn gha                                                           |
| wàre (devenir) wëre (devenir) | ich wer dü wersch er / se / es werd mer wàre ehr wàre se wàre                | ich han wore / wurre dü hasch wore / wurre er/se/es hat wore / wurre mer hàn wore / wurre ehr hàn wore / wurre se hàn wore / wurre     |

(*) Le participe passé de se / senn (être) peut adopter la forme gse [gse:] (Haut-Rhin), gsinn [gsen] (Bas-Rhin) ou gwenn [gvɛn](Nord de l'Alsace et Moselle)

#### Comparaison des conjugaisons au présent simple et au passé
Voici un tableau comparatif des conjugaisons du présent simple, du présent progressif/emphatique et du passé.
| Verbe          | Présent                                                                   | Présent emphatique ou progressif                                                                        | Passé                                                                                                |
| -------------- | ------------------------------------------------------------------------- | --- | --- |
| stelle (poser) | ich stell dü stellsch er / se / es stellt mer stelle ehr stelle se stelle | ich düe stelle dü düesch stelle er / se / es düet stelle mer dien stelle ehr dien stelle se dien stelle | ich han gstellt dü hasch gstellt er/se/es hat gstellt mer hàn gstellt ehr hàn gstellt se hàn gstellt |
| mache (faire)  | ich mach dü machsch er / se / es macht mer mache ehr mache se mache       | ich düe mache dü düesch mache er / se / es düet mache mer dien mache ehr dien mache se dien mache       | ich han gmacht dü hasch gmacht er/se/es hat gmacht mer hàn gmacht ehr hàn gmacht se hàn gmacht       |
| liewe (aimer)  | ich lieb dü liebsch er / se / es liebt mer liewe ehr liewe se liewe       | ich düe liewe dü düesch liewe er / se / es düet liewe mer dien liewe ehr dien liewe se dien liewe       | ich han gliebt dü hasch gliebt er/se/es hat gliebt mer hàn gliebt ehr hàn gliebt se hàn gliebt       |

Quelques exemples de phrases au passé :
Ich bin uf Milhüse gange.
Je suis allé à Mulhouse
Wu-n-i jung gsé bin.
Lorsque j'étais jeune
Das Màidle hat mit sim Brüeder vu ehrem Hund gsproche
Cette jeune fille a discuté de son chien avec son frère.
Le choix des auxiliaires
Tout verbe d'action, de position et d'état se conjugue au passé avec l'auxiliaire ha (avoir).
On a donc la construction : sujet + ha (conjugué) + complément(s) + participé passé
Les verbes de mouvement, de changement d'état, eux, sont conjugués avec l'auxiliaire sé/sinn (être).
On a la construction : sujet + sé (conjugué) + complément(s) + participe passé
Elle est allée en haut de cette montagne. » (verbe de mouvement).
Se esch uf dàm Bàrg ufegange
Elle a lu ce livre.
Se hat das Büech glàse.

### Conjuguer au futur (futur I)
En alsacien, comme en allemand ou en anglais et les langues germaniques en général, le futur se forme à l'aide d'un auxiliaire,,. Il s'agit de l'auxiliaire wàre (devenir). Il existe deux futurs, en réalité,. Le premier, le futur I, ou futur simple, décrit une action future (exemple : je lirai le livre). Le futur II est un "futur dans le passé" et est un équivalent de son cousin français, le futur antérieur. Il décrit, quant à lui, une action future décrite dans le passé (exemple: j'aurai lu le livre dans six mois). Cette partie ne s'attachera qu'à la description du futur I (futur simple).
Construction du futur : sujet + wàre (conjugué) + complément + verbe à l'infinitif
Quelques exemples, avec les verbes làse (lire), àsse (manger), drinke (boire), réde (parler) et umstelle (déplacer, verbe à particule séparable "um") :
| Pronom                      | làse (lire) | àsse(manger) | drinke(boire) | réde(parler) | umstelle(déplacer) |
| --------------------------- | ----------- | ------------ | ------------- | ------------ | ------------------ |
| ich (je)                    | wer làse    | wer àsse     | wer drinke    | wer réde     | wer umstelle       |
| dü (tu)                     | wersch làse | wersch àsse  | wersch drinke | wersch réde  | wersch umstelle    |
| er / se / es (il/elle/cela) | werd làse   | werd àsse    | werd drinke   | werd réde    | werd umstelle      |
| mer (nous)                  | wàre làse   | wàre àsse    | wàre drinke   | wàre réde    | wàre umstelle      |
| ehr (vous)                  | wàre làse   | wàre àsse    | wàre drinke   | wàre réde    | wàre umstelle      |
| Se (ils/elles)              | wàre làse   | wàre àsse    | wàre drinke   | wàre réde    | wàre umstelle      |

Exemples de phrases au futur simple (futur I) :
Je lirai ce livre : Ich wer das Büech làse
Elle mangera avec ses parents: S'werd mit ehre Eltre àsse
Autres possibilités : Comme en français, il peut aussi simplement suffire d'utiliser des périphrases (qui utilisent le présent et ajoutent des adverbes ou des compléments de temps) indiquant que l'action décrite se situe dans le futur : Morne (demain), am mettwuch (mercredi), dur d'Nocht (pendant la nuit), in drej Monet (dans trois mois), etc.

### Le conditionnel: subjonctif I et subjonctif II
Contrairement au français, qui possède une conjugaison au conditionnel, l'alsacien fait usage habituellement d'un auxiliaire. Il s'agit de l'auxiliaire düe (faire). Grammaticalement, le conditionnel est formé par le subjonctif (le mode de l'hypothétique dans les langues indo-européennes). Il en existe deux : le subjonctif I (formé à l'aide d'un auxiliaire, cas majoritaire) et le subjonctif II (construction simple, sans auxiliaire, pour une minorité de cas particuliers). L'un et l'autre peuvent se substituer selon le contexte.
- Le subjonctif I est utilisé pour marquer une hypothèse ou un fait peu probable. Il est aussi employé dans le discours indirect pour relater quelque chose d'hypothétique : « on dit que... », « il paraît que... », « soi-disant... »[23]. Il existe une forme simple (sans auxiliaire) pour les auxiliaires se (être) et ha (avoir), mais tous les autres verbes utilisent une construction de type : sujet + auxiliaire düe (au conditionnel) + infinitif du verbe
- Le subjonctif II est une forme simple, directement formée avec le verbe (sans auxiliaire). Il est utilisé avec certains verbes seulement : les auxiliaires (se et ha, mais aussi düe) les verbes de modalité (dàrfe, kenne, màchte, miesse, solle, welle), certains verbes dits forts (géh, kume, dànke, etc). Pour les autres verbes (majoritaires) pour lesquels cette forme simple n'existe pas, on utilise l'autre forme composée du subjonctif I (avec l'auxiliaire düe).

Dans le Bas-Rhin, le subjonctif II n'existe que pour certains verbes (ha, se, wëre, düe et les verbes de modalité), mais dans le Haut-Rhin, principalement dans la région de Mulhouse-Colmar, il existe d'autres formes simples, qui impliquent notamment les vers géh (aller), kume (venir), dànke (penser), etc. et qui proviennent de formes plus anciennes qui survivent encore,.
Tout d'abord, on verra le cas du subjonctif II, la forme la plus utilisée pour construire le conditionnel en alsacien,.

#### Subjonctif II de l'auxiliairedüepour former le conditionnel
Pour former le conditionnel, on utilise normalement une construction : sujet + auxiliaire düe (au subjonctif II) + infinitif du verbe.
Il s'agit donc d'un subjonctif II.
|          | düe Présent    | düe subjonctif II | Exemple du verbe ufschriwe (noter)  | Exemple du verbe versteh (comprendre)                  |
| -------- | -------------- | ----------------- | ----------------------------------- | ------------------------------------------------------ |
| ich      | düe /tyːa/     | dàt /taːt/        | Je noterais : ich dàt ufschriwe     | Je comprendrais cet homme : ich dàt dà Man versteh     |
| dü       | düesch /dyːaʃ/ | dàtsch /daːtʃ/    | Tu noterais : dü dàtsch ufschriwe   | Tu comprendrais cet homme : dü dàtsch dà Man versteh   |
| er/se/es | düet /tyːat/   | dàt /taːt/        | Elle noterait : se dàt ufschriwe    | Il comprendrait cet homme : er dàt dà Man versteh      |
| mer      | dien /tiːan/   | dàte /taːta/      | Nous noterions : mer dàte ufschriwe | Nous comprendrions cet homme : mer dàte dà Man versteh |
| ehr      | dien /tiːan/   | dàte /taːta/      | Vous noteriez : ehr dàte ufschriwe  | Vous comprendriez cet homme : ehr dàte dà Man versteh  |
| se       | dien /tiːan/   | dàte /taːta/      | Ils noteraient : sedàte ufschriwe   | Ils comprendraient cet homme : se dàte dà Man versteh  |

Cette forme majoritaire de conditionnel (subjonctif II) est utilisée pour la très grande majorité des verbes.
Exemples :
Cet homme viendrait avec nous : dà Mann dàt mit uns kume
Il lirait beaucoup de livres : Er dàt vile Biecher làse
S'il mangeait, il viendrait au restaurant : Wenn er dàt àsse, dàt er im Restaurant kume.
Notez que la conjonction « si » se traduit wenn en alsacien. Le verbe à l'infinitif se place toujours à la fin de la proposition (et l'auxiliaire conjugué en seconde position).

#### Subjonctif II pour les verbes de modalité et les verbes «forts»
Le subjonctif II « pur »[Quoi ?] n'est normalement pas formé à l'aide d'un auxiliaire. L'auxiliaire düe peut se conjuguer directement (sous forme simple). En alsacien, quelques verbes peuvent avoir une telle forme « simple ». On compte parmi eux les verbes de modalité comme welle (« vouloir »), solle (« devoir, avoir le devoir de »), kenne (« savoir »), mege (« bien aimer »), etc. et quelques verbes de mouvement comme geh (« aller ») et kume (« venir »), ainsi que les auxiliaires se (« être »), ha (avoir) et düe (« faire »). Pour ces verbes, le conditionnel se forme donc de la manière suivante :
|          | ha      | ha            | se      | se      | geh     | geh      | kume    | kume   | düe     | düe     | welle   | welle   | solle   | solle   |
| -------- | ------- | ------------- | ------- | ------- | ------- | -------- | ------- | ------ | ------- | ------- | ------- | ------- | ------- | ------- |
|          | Présent | Subjonctif II | Présent | Sub. II | Présent | Sub. II  | Présent | Sub.II | Présent | Sub. II | Présent | Sub. II | Présent | Sub. II |
| ich      | ha(n)   | hàt           | bin     | wàr     | gang    | gieng    | kum     | kàm    | düe     | dàt     | well    | wott    | soll    | sott    |
| dü       | hasch   | hàtsch        | bisch   | wàrsch  | gesch   | giensch  | kumsch  | kàmsch | düesch  | dàtsch  | wet     | wottsch | sollsch | sottsch |
| er/se/es | hat     | hàt           | esch    | wàr     | geht    | gieng    | kummt   | kàm    | düet    | dàt     | well    | wott    | soll(t) | sott    |
| mer      | hàn     | hàtte         | senn    | wàrte*  | gehn    | giengte* | kumme   | kàmte* | dien    | dàte    | welle   | wotte   | solle   | sotte   |
| ehr      | hàn     | hàtte         | senn    | wàrte*  | gehn    | giengte* | kumme   | kàmte* | dien    | dàte    | welle   | wotte   | solle   | sotte   |
| se       | hàn     | hàtte         | senn    | wàrte*  | gehn    | giengte* | kumme   | kàmte* | dien    | dàte    | welle   | wotte   | solle   | sotte   |

(*) Pour la forme du pluriel du subjonctif II wàrte, on peut aussi rencontrer wàre. De même, pour giengte et kàmte, on peut trouver respectivement gienge et kàme, qui sont des variantes locales.
Exemples :
Je viendrais si j'avais une voiture : ich kàm, wenn-i e Wage hàt
Nous lirions si nous avions un livre : mer dàte làse, wenn mer e Büech hàtte
Il viendrait s'il connaissait ton adresse : er kàm wenn er dine Adresse dàt kenne.
Notez que dans les phrases conditionnelles à deux membres, reliés par la conjonction wenn, les deux verbes sont au conditionnel, contrairement au français. S'il n'existe pas de subjonctif II « pur » pour un verbe, on utilise la forme utilisant l'auxiliaire düe.

#### Le subjonctif I
(à venir)

### Récapitulatif
| Infinitif                                                  | Présent (simple de l'indicatif)                                                             | Présent "emphatique" ou "progressif"                                                                                | Passé (composé)                                                                                                  | Futur simple (Futur I)                                                                                              | Conditionnel (composé)                                                                                             |
| radical + terminaison e                                    | sujet + verbe conjugué                                                                      | sujet + düe (conjugué) + infinitif                                                                                  | sujet + auxiliaire (ha ou sé conjugué) + participe passé                                                         | sujet + auxiliaire (wàre, conjugué) + infinitif                                                                     | sujet + auxiliaire (düe conjugué au conditionnel) + infinitif                                                      |
| ---------------------------------------------------------- | ------------------------------------------------------------------------------------------- | --- | --- | --- | --- |
| stelle (poser)                                             | ich stell dü stellsch er / se / es stellt mer stelle ehr stelle se stelle                   | ich düe stelle dü düesch stelle er / se / es düet stelle mer dien stelle ehr dien stelle se dien stelle             | ich han gstellt dü hasch gstellt er/se/es hat gstellt mer hàn gstellt ehr hàn gstellt se hàn gstellt             | ich wer mache dü wersch mache er / se / es werd mache mer wàre mache ehr wàre mache se wàre mache                   | ich dàt mache dü dàtsch mache er / se / es dàt mache mer dàte mache ehr dàte mache se dàte mache                   |
| mache (faire)                                              | ich mach dü machsch er / se / es macht mer mache ehr mache se mache                         | ich düe mache dü düesch mache er / se / es düet mache mer dien mache ehr dien mache se dien mache                   | ich han gmacht dü hasch gmacht er/se/es hat gmacht mer hàn gmacht ehr hàn gmacht se hàn gmacht                   | ich wer mache dü wersch mache er / se / es werd mache mer wàre mache ehr wàre mache se wàre mache                   | ich dàt mache dü dàtsch mache er / se / es dàt mache mer dàte mache ehr dàte mache se dàte mache                   |
| liewe (aimer), verbe à flexion consonantique (b/w)         | ich lieb dü liebsch er / se / es liebt mer liewe ehr liewe se liewe                         | ich düe liewe dü düesch liewe er / se / es düet liewe mer dien liewe ehr dien liewe se dien liewe                   | ich han gliebt dü hasch gliebt er/se/es hat gliebt mer hàn gliebt ehr hàn gliebt se hàn gliebt                   | ich wer liewe dü wersch liewe er / se / es werd liewe mer wàre liewe ehr wàre liewe se wàre liewe                   | ich dàt liewe dü dàtsch liewe er / se / es dàt liewe mer dàte liewe ehr dàte liewe se dàte liewe                   |
| anstelle (engager, embaucher), verbe à particule séparable | ich stell an dü stellsch an er / se / es stellt an mer stelle an ehr stelle an se stelle an | ich düe anstelle dü düesch anstelle er / se / es düet anstelle mer dien anstelle ehr dien anstelle se dien anstelle | ich han angstellt dü hasch angstellt er/se/es hat angstellt mer hàn angstellt ehr hàn angstellt se hàn angstellt | ich wer anstelle dü wersch anstelle er / se / es werd anstelle mer wàre anstelle ehr wàre anstelle se wàre anstelle | ich dàt anstelle dü dàtsch anstelle er / se / es dàt anstelle mer dàte anstelle ehr dàte anstelle se dàte anstelle |

### Déclinaisons
En français, il n'existe plus de déclinaisons, bien qu'il y en ait eu en ancien français.
L'alsacien est, comme l'allemand, une langue flexionnelle,,,. S'il existait quatre cas de déclinaison similaires à ceux de l'allemand standard (nominatif, accusatif, datif et génitif),, il n'existe plus aujourd'hui que trois cas (nominatif, accusatif et datif). L'accusatif est surtout utilisé pour la déclinaison des pronoms personnels (ich, dü, er/se/es, mer, ehr, se) et, dans certains localités, pour les articles définis (der, d', s'). Le génitif n'existe plus en tant que cas grammatical et est remplacé par un datif-génitif. Il est parfois encore rencontré dans certaines expressions idiomatiques,,.
Nominatif : cas du sujet.
Accusatif : cas du complément d'objet direct (COD)
Datif : cas du complément d'objet indirect (COI) et du complément du nom (remplace le génitif). On rencontre le datif également après certaines prépositions telles que mit (avec), züe (vers), vor (avant, devant).

#### Article défini
Il existe trois articles définis singuliers (un pour chaque genre) et d'un article défini pluriel (commun à tous les genres) en alsacien :
- l'article défini masculin singulier : der (ou parfois de)
- l'article défini féminin singulier : d'
- l'article défini neutre singulier : s'
- l'article défini pluriel (le même pour tous les genres) : d'

Chaque article peut être décliné (on dit aussi fléchi) selon le cas (nominatif, accusatif, datif).
|           | Masculin | Féminin | Neutre | Pluriel |
| --------- | -------- | ------- | ------ | ------- |
| nominatif | der      | d'      | s'     | d'      |
| accusatif | der/de   | d'      | s'     | d'      |
| datif     | em       | der     | em     | de      |

Le livre : S'Büech (neutre)
La table : Der Tisch (masculin)
Le chat : Der Katz (masculin)
L'homme : der Mann
La femme : d'Fraj
Le chien : der Hund
Le livre est sur la table : S'Büech liegt uf em Tisch*
Il voyage toujours avec le livre : Er reist immer mit em Büech**
Elle lui demande (à lui) le livre : Se frogt ehn s'Büech***
L'homme et la femme achètent le chien : Der mann un d'Fraj kaife der Hund
Note : les noms communs (chien, chat, homme, femme, table, etc.) s'écrivent avec une majuscule, selon une convention inspirée de l'allemand
(*) Après la préposition uf (« sur »), l'article est décliné au datif (il s'agit d'un datif locatif, ou encore appelé datif locatif).
(**) La préposition mit (« avec ») est toujours suivie du datif (der devient em)
(***) Le verbe « demander » (froge) est suivi de l'accusatif (d'un COD) contrairement au français, où il s'agit d'un COI (datif, demander à quelqu'un). Ici, le pronom (er « il ») devient ehn à l'accusatif (le, en français) (voir plus loin, déclinaison des pronoms personnels).

### La déclinaison de l'article indéfini
L'article indéfini (un, une, des, en français) est le même pour tous les genres en alsacien : e,,
Un chat : e Katz
Un arbre : e Baim
Une femme : e Fraj
Un livre : e Büech
Il n'y a pas de forme du pluriel (des, en français),.
|           | Masculin | Féminin | Neutre | Pluriel |
| --------- | -------- | ------- | ------ | ------- |
| nominatif | e        | e       | e      | -       |
| accusatif | e        | e       | e      | -       |
| datif     | (e)me    | (e)re   | (e)me  | -       |

Exemples :
- Déclinaison au nominatif : sujet ou après le verbe être (sé)

C'est un chien : S'esch e Hund /s eʃ a hunt/
- Déclinaison à l'accusatif : complément d'objet direct (COD)

Nous demandons à l'homme* : Mer froge der Mann /mər froːga dr mɔn/
Elle voit un train : S'seht e Züeg /s seːt a tsyːak/
Vous voyez le soleil : Ehr sehn d'Sunne /eːr seːn tsuna/
- Déclinaison au datif : complément d'objet indirect

Elle donne de la viande à un chien : S'get Fleisch eme Hund /s get flaiʃ ema hunt/
Elle aide une femme** : s'helft (e)re Fraj /s helft eːra frɔːi/
- Déclinaison au datif après mit (avec):

Il voyage toujours avec un livre : Er reist immer mit'me Büech /ar raist eːmər met ma byːax/
Elle marche avec un chien : S'laift mit'me Hund /s lɔːift met ma hunt/
Notes :
(*) Le verbe « demander » (froge) est suivi d'un complément d'objet direct en alsacien. Ce n'est pas le cas en français (demander à quelqu'un). On utilise donc l'accusatif.
(**) En alsacien, le verbe « aider » (hàlfe) est suivi du datif (il est suivi d'un complément d'objet indirect, contrairement au français, où il s'agit d'un COD).
Les formes toniques
Les articles indéfinis peuvent avoir des formes toniques (pleines) lorsqu'ils sont utilisés comme noms (Exemple : c'en est un traduction : s'isch ein/eine/eins).
Il n'y a pas de forme du pluriel (des, en français),.
|           | Masculin | Féminin | Neutre | Pluriel |
| --------- | -------- | ------- | ------ | ------- |
| nominatif | ein(er)  | eine    | eins   | -       |
| accusatif | ein(er)  | eine    | eins   | -       |
| datif     | einem    | einer   | einem  | -       |

#### Démonstratifs
Ils s'accordent en genre, en nombre, et se déclinent selon leur fonction dans la proposition. On peut donner, par exemple, dà (« ce, cet, celui-là »), jeder (chaque, chacun), mange (« maint, plus d'un »), well (« lequel »), etc.

##### Pronoms démonstratifs: le cas dedà
Le pronom démonstratif dà (« celui-là, ce, cet ») s'accorde en genre et en nombre, et se décline selon le cas.
Prononciation : dà (da), die (diia), dàm (dam), dàre (dara), dàne (dana).
|           | Masculin | Féminin | Neutre | Pluriel |
| --------- | -------- | ------- | ------ | ------- |
| Nominatif | dà       | die     | das    | die     |
| Accusatif | dà       | die     | das    | die     |
| Datif     | dàm      | dàre    | dàm    | dàne    |

Exemples :
Cet homme : dà Mann
Cette femme : die Fraj
Ce livre : das Büech
Elle a écrit ce livre : S'hat das Büech gschrewe
Je voyage toujours avec ce livre* : Ich reist immer mit dàm Büech
Il voyage toujours avec ces livres* : Er reist immer mit dàne Büech
Nous allons dans cette école** : Mer gehn züe dàre Schüele
Vous voyagez avec ces gens* : Ehr reise mit dàne Litt
(*) La préposition mit (« avec ») est toujours suivie du datif.
(**) La préposition züe (« vers, à ») est toujours suivie du datif

##### Pronom démonstratif:jeder(«chaque, chacun, chacune»)
|           | Masculin | Féminin  | Neutre | Pluriel |
| --------- | -------- | -------- | ------ | ------- |
| Nominatif | jeder    | jede     | jedes  | jede    |
| Accusatif | jeder    | jede     | jedes  | jede    |
| Datif     | jedem    | jeder(e) | jedem  | jede    |

Chaque femme vient ici : Jede Fraj kummt do.
Chaque livre est passionnant : Jedes Büech esch spannend
Je voyage avec chaque ami : Ich reiss mit jedem Frind

##### Pronoms interrogatifs
Par exemple :
- Wer (qui ?)
- Wie / Wi (comment ?)
- Was (quoi ?)
- Wu / Wo (où ?), wuhàr (d'où ?), wuhin (vers où ?)
- Well (quel, lequel ?)

Parmi ces exemples, seuls les pronoms interrogatifs wer (qui ?) et well se déclinent.
|           | Masculin | Féminin | Neutre |
| --------- | -------- | ------- | ------ |
| Nominatif | Wer      | Wer     | Wer    |
| Accusatif | Wer      | Wer     | Wer    |
| Datif     | Wem      | Wem     | Wem    |

|           | Masculin | Féminin | Neutre   | Pluriel |
| --------- | -------- | ------- | -------- | ------- |
| Nominatif | well(er) | welle   | well(es) | welle   |
| Accusatif | well(er) | welle   | well(es) | welle   |
| Datif     | wellem   | weller  | wellem   | welle   |

Les terminaisons entre parenthèses peuvent être omises dans certaines localités, mais sont normalement grammaticalement requises.
Exemples avec wer :
Qui est-elle : Wer esch's ?
Nous dira-t-il qui il est ? Werd er uns sage wer er esch ?
Avec qui vient-elle ? Mit wem kummt se ?
À qui donne-t-il cela ? Wem gett'r das ?
Avec quel livre vient-il ? Mit wellem Büech kummt'r ?
Quelle heure est-il ? Welle Zit esch's ?

#### Pronoms personnels
En alsacien, il existe neuf pronoms personnels et des pronoms de politesse (voir plus loin). Ces pronoms existent sous deux formes : 1) une forme tonique et 2) une forme atone,. La première correspond à une forme complète, emphatique, et la seconde, à une forme altérée, qui peut avoir plusieurs fonctions subtiles qui ne seront pas abordées ici.
- ich (je) : prononcé /iʃ/ (dans la région du Bas-Rhin) ou /ix/. Première personne du singulier. Il peut parfois être sous forme atone ; dans ce cas, il apparaît simplement comme un i.
- dü (tu) : /dyː/. Il est parfois sous la forme atone de (prononcé /da/). La terminaison des verbes au présent, dans le cas de la deuxième personne du singulier, est toujours -sch. Comme cette forme est aisément reconnaissable, il est très courant de ne pas utiliser dü/de et de n'utiliser que le verbe conjugué (exemple : au lieu de dü reddsch (« tu parles »), on pourrait dire de reddsch ou simplement reddsch).
- er / se / es (il/elle/cela) : Troisième personne du singulier.
  - Er /aːr/ est utilisé pour les formes masculines (il). Sa forme atone est ’r.
  - Se est le pronom singulier féminin de la troisième personne. Sa prononciation varie selon les localités. Il peut être prononcé /sa/, /seː/ ou /siː/. Généralement, la forme atone est prononcée /sa/.
  - Es est le pronom neutre de la troisième personne du singulier. Il est prononcé /aːs/ ou /eːs/. Sa forme atone est ’s.
- me (on) /ma/ : Pronom personnel indéfini singulier, équivalent du « on » français. Dans le Bas-Rhin, notamment à Strasbourg, il existe sous la forme de mer /mər/. Bien que ressemblant au pronom mer (« nous »), il n'est pas utilisé en alsacien pour dire « nous ».
- mer (nous) /mɛːr/ : Première personne du pluriel. Il existe sous forme tonique (mer /mɛːr/) et sous forme atone mr (/mər/).
- ehr (vous) : correspond au pluriel de dü (tu). C'est le « vous » pluriel ou forme de politesse du français.
- se (ils/elles) : troisième personne du pluriel pour toutes les formes (masculin, féminin et neutre : ils/elles).

Tableau récapitulatif :
| Pronom français | Forme tonique | Forme atone |
| --------------- | ------------- | ----------- |
| Je              | ich           | i           |
| Tu              | dü            | de          |
| Il              | er            | r           |
| Elle            | se, si        | se          |
| Ce / ça         | es            | s           |
| On              | me            | me          |
| Nous            | mer           | mr          |
| Vous            | ehr           | r           |
| Ils/elles       | se, si        | se          |

##### Pronoms personnels (formes toniques et atones)
En français, il n'existe plus de déclinaisons, bien qu'il y en ait eu en ancien français. En alsacien, il existe quatre cas grammaticaux et une forme de pronom pour chacun. Toutes les formes existantes peuvent être trouvées sous forme tonique ou sous forme atone.
|                 | Nominatif     | Nominatif   | Accusatif     | Accusatif   | Datif         | Datif       |
| Pronom français | Forme tonique | Forme atone | Forme tonique | Forme atone | Forme tonique | Forme atone |
| --------------- | ------------- | ----------- | ------------- | ----------- | ------------- | ----------- |
| Je              | ich /ex/      | i           | mech /meːx/   | mi          | mer /meːr/    | mr          |
| Tu              | dü /dyː/      | de /da/     | dech /deːx/   | di /diː/    | der /deːr/    | dr /dər/    |
| Il              | er /ar/       | 'r          | ehn /eːn/     | 'ne /na/    | ehm /eːm/     | 'm          |
| Elle            | se, si        | se /sa/     | se /seː/      | se          | ehr /eːr/     | 're /ra/    |
| Cela            | es /as/       | 's          | es, ens       | 's          | ehm /eːm/     | 'm          |
| On              | me /ma/       | me /ma/     | -             | -           | -             | -           |
| Nous            | mer /mɛːr/    | mr /mər/    | uns /uns/     | uns         | uns           | uns         |
| Vous            | ehr /eːr/     | r           | ejch /ɛjəx/   | ejch        | ejch          | ejch /ɛjəx/ |
| Ils/Elles       | se, si        | se          | se, si        | se          | ehne          | àne /aːna/  |

Les formes atones du nominatif sont très souvent utilisées lorsqu'on utilise une inversion sujet-verbe (lorsque le sujet se retrouve après le verbe) ou lorsque le mot suivant commence par une voyelle :
Exemples :
- ich dànk (je pense) devient dànk-i (je crois) (mais peut aussi être dànk ich si on veut insister sur ich).
- Jetz kummt er (maintenant, il vient) devient souvent Jetz kummt'r
- Geht es? (ça va ?) devient généralement geht’s?
- Es esch güet ("c'est bon" ou plutôt "ça, c'est bon") devient : s'esch güet (c'est bon)

La forme tonique est généralement utilisée pour insister sur le sujet, y compris pour les formes déclinées.
Exemples :
- Es hat mech gfràjt (ça m'a soulagé, moi) devient aussi S'hat mi gfràjt (ça m'a soulagé) (les deux pronoms sont atones).
- Er hat mer s'Büech glàse (il m'a lu le livre, à moi) : Er hat mr s'Büech glàse (il m'a lu le livre)

Exemples :
Je le vois: ich seh ehn ou ich seh ne
Je la vois : ich seh si ou ich seh se
Je le vois (neutre) : ich seh ens ou ich seh's
Tu lui dis (« lui » = datif de « il ») : dü sajsch ehm ou dü sajsch'm ou encore sajsch ehm et sajsch'm
Tu lui dis (« lui » = datif de « elle »): dü sajsch ehr ou dü sajsch're ou encore sajsch ehr et sajsch're
Nous leur donnons : mer genn ehne ou mer genn'àne
Je parle avec lui : ich redd mit ehm ou ich redd mit'm
Le pronom personnel tonique permet d'insister (de mettre l'emphase) sur la personne désignée.
Je lui donne, à lui : ich geb ehm
Je lui donne, à elle : ich geb ehr
Je lui donne : ich geb'em
Je lui donne : ich geb're
Tu parles : reddsch ou de reddsch
Toi, tu parles : dü reddsch

##### Formes de politesse
En alsacien, les formes de politesse pour s'adresser à une personne sont variées. Comme en ancien français, la 2e personne du singulier dü peut être utilisée pour parler à une personne inconnue, mais sous l'influence de l'allemand et ensuite du français, l'alsacien utilise également le pronom personnel de la deuxième personne du pluriel Se/Si (équivalent du « vous » de politesse français et du Sie allemand), écrite avec une majuscule. Dans ce cas le verbe se conjugue au pluriel.
Plus particulièrement, il existe une forme de politesse pour s'adresser aux dames, qui, comme en Italien, utilise la 3e personne du singulier Se (elle). Dans ce cas, le verbe se conjugue à la 3e personne du singulier.
Tous ces pronoms de politesse, écrits avec des majuscules, se déclinent exactement de la même manière que leurs équivalents classiques.
| Pronom français | Nominatif     | Nominatif   | Accusatif     | Accusatif   | Datif         | Datif       |
| Pronom français | Forme tonique | Forme atone | Forme tonique | Forme atone | Forme tonique | Forme atone |
| --------------- | ------------- | ----------- | ------------- | ----------- | ------------- | ----------- |
| Tu              | Dü /dyː/      | De /da/     | Dech /deːx/   | Di          | Der /deːr/    | Dr          |
| Elle, Vous      | Sie, Si       | Se /sa/     | Se /seː/      | Se          | Ehr /eːr/     | re /ra/     |
| Vous            | Sie, Si       | Se          | Se, Si        | Se          | Ehne          | àne /aːna/  |

## La particularité du «fralsacien»
Toutes ces particularités de prononciation du dialecte alsacien ont conduit ses locuteurs à rencontrer un certain nombre de difficultés lors de l'utilisation du français. Tout d'abord, avant la fin de la Seconde Guerre mondiale, il était d'usage de parler uniquement alsacien à la maison. L'Alsacien moyen parlait donc relativement mal le français, qu'il devait apprendre à l'école,. Un certain nombre de phonèmes du français n'existent pas en alsacien, ce qui explique que les locuteurs ne réussissent pas à produire les sons [ʒ] ou [v] et les réalisent comme [ʃ] et [f]. De plus, comme nous l'avons expliqué dans la partie sur la prononciation, les paires voisée/non voisée /b/-/p/, /d/-/t/, et /g/-/k/ n'existent pas ; seules les variantes non voisées existent en alsacien. Enfin, l'accentuation des langues germaniques, qui accentue généralement la première syllabe des mots, est très différente de celle du français – qui n'est pas lexicale mais syntaxique, et accentue la dernière syllabe d'une proposition. Encore au XIXe siècle, le ministre Georges Humann provoquait les railleries des journaux anti-dynastiques de Paris. Par exemple, La Revue de Paris, janvier-février 1916 où on peut lire : « Le parti conservateur gagna du terrain. Il avait à sa tête un personnage important, Humann, plusieurs fois ministre des finances [sous Louis-Philippe], et grand ami de Guizot. Les journaux opposants de Paris se moquaient de son accent et racontaient que, comme il disait à la tribune « mes projets sont détruits », la Chambre avait compris « mes brochets sont des truites. ». L'accent alsacien a été moqué pour ses particularités et sa ressemblance avec la prononciation de l'allemand. L'association d'idées a très vite été réalisée, et l'accent alsacien associé au nazisme par les uns, au yiddish par les autres Beaucoup de réfugiés ont souffert de cet amalgame durant la guerre et après la Libération…. Cette prononciation particulière, ainsi que l'existence d'expressions particulières – nées de la traduction littérale de certaines expressions alsaciennes – ont donné naissance à ce qu'on appelle aujourd'hui le fralsacien, un français coloré d'expressions et de tonalités alsaciennes.
En 1950, on estime à 80 % le nombre d'Alsaciens capables de parler et de comprendre leur langue ; en 2022, cette proportion se situe aux alentours de 45 %. La politique française de propagande d'après-guerre pour la disparition progressive de l'alsacien y est pour beaucoup, puisqu'une répression existait (notamment après 1950), surtout dans les écoles. « C'est chic de parler français. » était par exemple lisible un peu partout, au sortir de la Seconde Guerre mondiale.

## Usage
Au XXe siècle et début du XXIe siècle, on observe une diminution de l'usage de l'alsacien. C'est dans les centres urbains que le recul est le plus notable. La Révolution française, période durant laquelle les États allemands étaient dans le camp ennemi, a marqué une véritable rupture dans le rapport à la langue alsacienne. Durant l'annexion de l'Alsace à l'Allemagne nazie de 1940 à 1945, l'usage du Français est très durement réprimé. Au sortir des Première et Seconde Guerres mondiales, les autorités françaises œuvrent pour que l'usage du dialecte disparaisse au profit du français. Ce type de phénomène n'était pas isolé et a été observé pour d'autres dialectes ailleurs en France et en Europe. Durant cette dernière période, il était entre autres dit qu'« il est chic de parler français ». Si le déclin continue, on peut cependant constater que l'alsacien a tendance à mieux résister que d'autres langues régionales, plus isolées, comme le breton. De fait, c'est la langue régionale française qui a le plus résisté : en 1991, environ 400 000 Alsaciens l'avaient léguée à leurs enfants. 

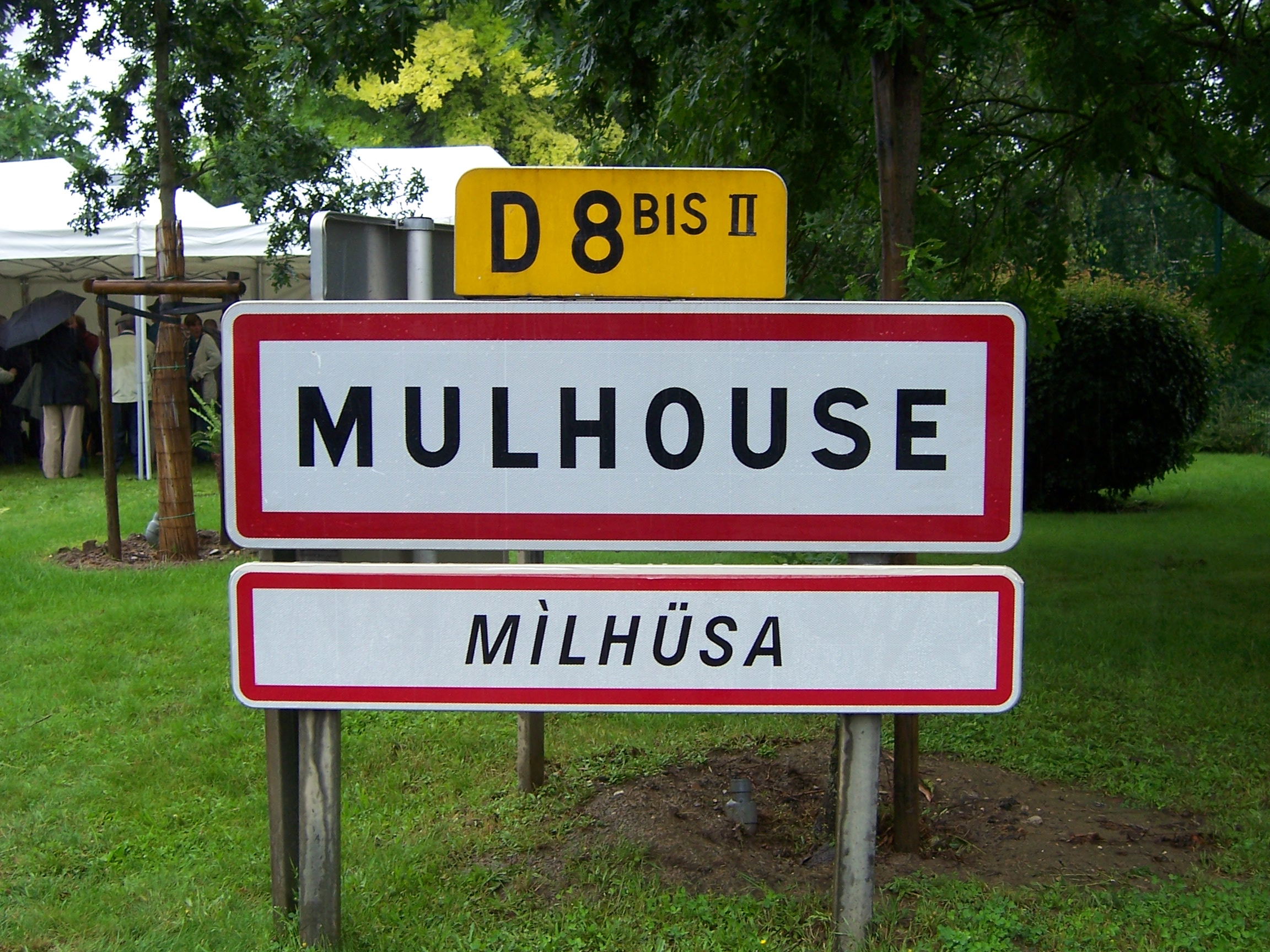
Certaines municipalités encouragent la pratique de l'alsacien en mettant en place une signalisation bilingue.

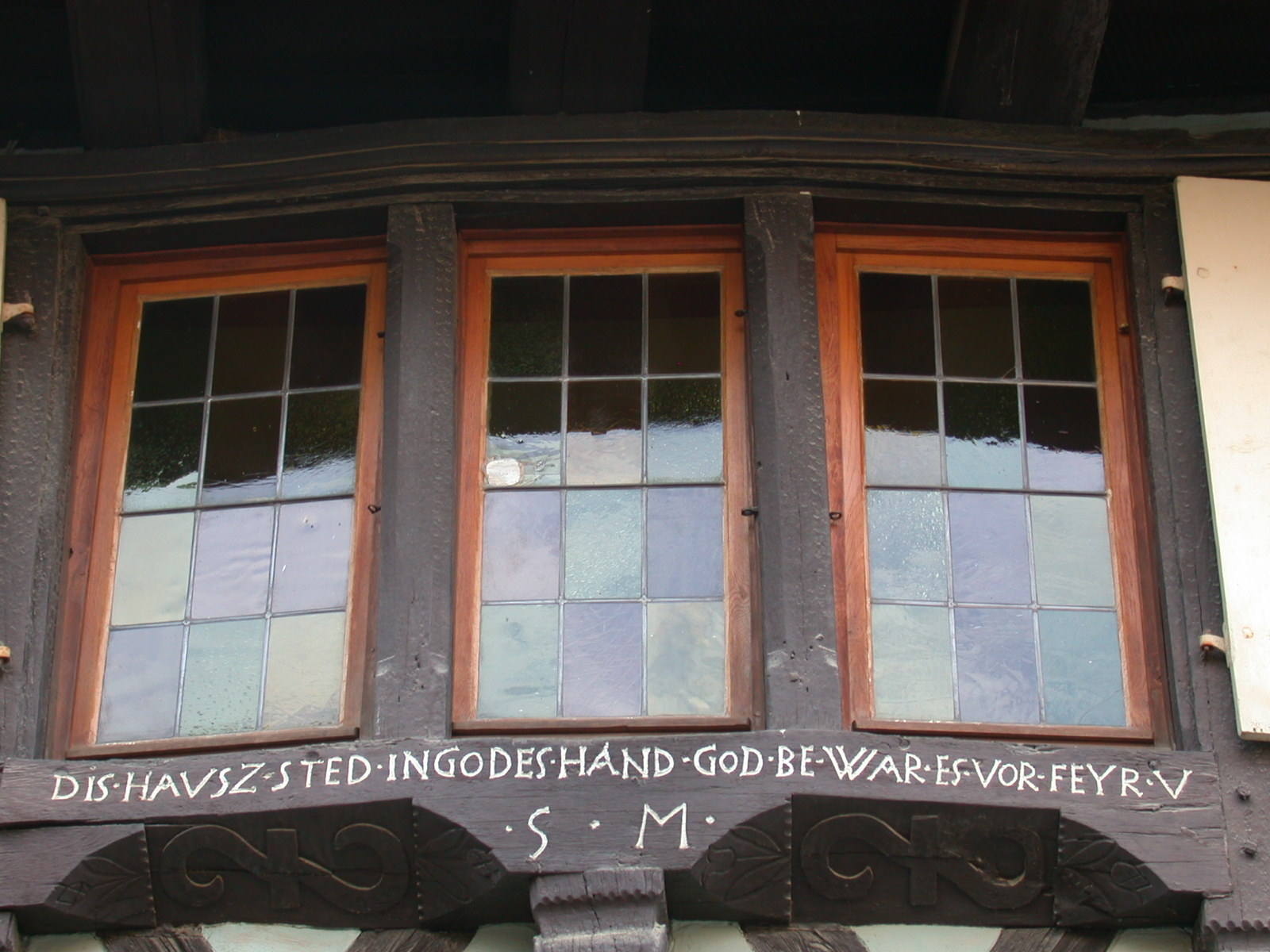
Inscription sur une fenêtre à Eguisheim :
Dis Hausz sted in Godes Hand - God be war es vor Feyr u(nd Brand)
(« Cette maison se trouve dans les mains de Dieu - Puisse Dieu la protéger du feu et des incendies »)

 Le recul brutal de l'alsacien a commencé au cours des années 1970,. L'irruption de la télévision dans la vie familiale est pour beaucoup dans ce recul : il n'existe pas de chaîne en dialecte, à part quelques émissions sur France 3 Alsace. La proportion de dialectophones croît régulièrement avec l’âge. Ainsi, d’après l’étude OLCA/EDinstitut de 2012, sont dialectophones : 74 % des 60 ans et plus ; 54 % des 45-59 ans ; 24 % des 30-44 ans ; 12 % des 18-29 ans ; 3 % des 3-17 ans (issu du déclaratif parent).

## Culture alsacienne

### Littérature alsacienne
Quatre langues ont eu cours en Alsace : le latin, l’allemand, le français et l’alsacien, qui connaît un fort développement littéraire date au XIXe siècle. De grands poètes ont écrit et écrivent en alsacien comme c'est le cas de Claude Vigée et Conrad Winter. Le poète Ehrenfried Stoeber et ses deux fils Auguste Stoeber et Adolphe Stoeber, poètes, dramaturges et folkloristes, ont beaucoup développé le répertoire alsacien. Plus récemment, Sylvie Reff, écrivaine, poète et chanteuse s'est attachée à chanter et publier en trois langues (alsacien, allemand, francais). Simone Morgenthaler a longuement animé une émission télévisée populaire Sür un siess (France 3 Alsace), traduit Prévert et écrit des pièces de théâtre en alsacien.

## Expressions, blagues, idiomes
L'alsacien peut parfois évoquer des sonorités exotiques[Selon qui ?]. Une plaisanterie classique en Alsace rapporte ce dialogue entre deux soldats alsaciens lors de la campagne de Chine de 1860 :
- Schang, schint d'Sunn schun ? « Jean, le soleil est-il déjà levé ? »
- Jo, Schang, d'Sunn schint schun seit lang ! « Mais oui, Jean, le soleil est levé depuis longtemps ! » ce qui convainquit les autres soldats français que les deux compères parlaient le chinois !

### Quelques expressions alsaciennes
- Nùmme d'tote Fisch schwimme mit'm Strom;
  - Seuls les poissons morts nagent avec le courant.
- S'Wasser laift nit der Bàrg ufe;
  - L'eau ne coule pas vers le sommet.
- Iewùng macht der Meischter;
  - L'expérience fait le maître.
- Wenn der Kopf weg esch, hat der Arsch firowe;
  - Quand la tête est partie, le cul est tranquille.
- Üss're Muk macht er e Elefant;
  - D'une mouche il fait un éléphant.
- Dàs de kerich em dorf blit;
  - Que l'église reste dans le village, c'est-à-dire que la paix reste dans les chaumières.
- Wenn jeder vor sinre Tere tàt wische, wàr s'ganze Dorf süffer
  - Traduction : « Si chacun balayait devant sa porte, le village entier serait propre. »
- Das Màidle strahlt wie a Maïkafer;
  - Cette jeune fille rayonne de bonheur
- Jetzt geht's los

## Publications en alsacien

### Planisphère
- 21maps, Waltkàrt ùff Elsassisch, la mappemonde en alsacien, 2018[34]

### Bande dessinée
- Les Aventures de Tintin et Milou
  - D'Affär mit'm Tournesol - L'Affaire Tournesol
  - De Castafiore ihre Schmuck - Les Bijoux de la Castafiore
  - Im Ottokar sinner Zepter - Le Sceptre d'Ottokar
- Astérix
  - De Asterix än de olympische Spieler - Astérix aux Jeux Olympiques
  - Asterix geht wieder dran - Astérix et la rentrée gauloise
- Gaston Lagaffe, no 10 Le géant de la gaffe (2007)

### Livres pour enfants
- Tomi Ungerer, Die drei Raiwer [Les Trois brigands], ttrilingue alsacien-français-anglais, éd. de la Nuée Bleue.
- Tomi Ungerer, s Mondmannele [Jean de la Lune] , trilingue alsacien-français-anglais, éd. de la Nuée Bleue.
- E. et M. Sinniger-Wollbrett, s'Zwarichel vom Bàschbarri, ed. Nord-Alsace, 2002.  (ISBN 2951754639)
- Antoine de Saint-Exupéry, traduit par Antoine Zipfel, D'r klein Prinz, éditions de la Nuée Bleue, 2017[35].

### Logiciels
- Microsoft Office 2007 : accessible gratuitement à tous les possesseurs d'une version d'office soit en téléchargement soit sur CD-ROM via les organismes qui le diffuseront comme l'Office pour la langue et la culture d'Alsace ou les offices de tourisme. Office 2007 reconnaît 50 000 mots et expressions en alsacien.